# Придніпровська залізниця
Регіонáльна фíлія «Придніпро́вська залізни́ця» приватного акціонерного товариства «Українська залізниця» — підприємство, регіональна філія у складі ПрАТ «Укрзалізниця», що обслуговує Дніпропетровську та Запорізьку області, а також частково окремі райони ще п'яти областей України (Донецької, Харківської, Кіровоградської, Миколаївської та Херсонської).
До анексії Криму Росією підприємство також опікувалося залізницями Автономної Республіки Крим та Севастополя.

## Історичні назви
| Історичні назви залізниці        | Історичні назви залізниці  |
| Період                           | Назва                      |
| -------------------------------- | -------------------------- |
| до 1882                          | Криворізька залізниця      |
| 1882 — 4 січня 1936              | Катерининська залізниця    |
| 20 липня — 10 грудня 1926        | Дніпропетровська залізниця |
| 4 січня 1936 — 15 листопада 1961 | Сталінська залізниця       |
| з 15 листопада 1961              | Придніпровська залізниця   |

## Структура
Головний офіс регіональної філії «Придніпровська залізниця» розташований за адресою: 49602, м. Дніпро, проспект Дмитра Яворницького, 108.

### Дирекції

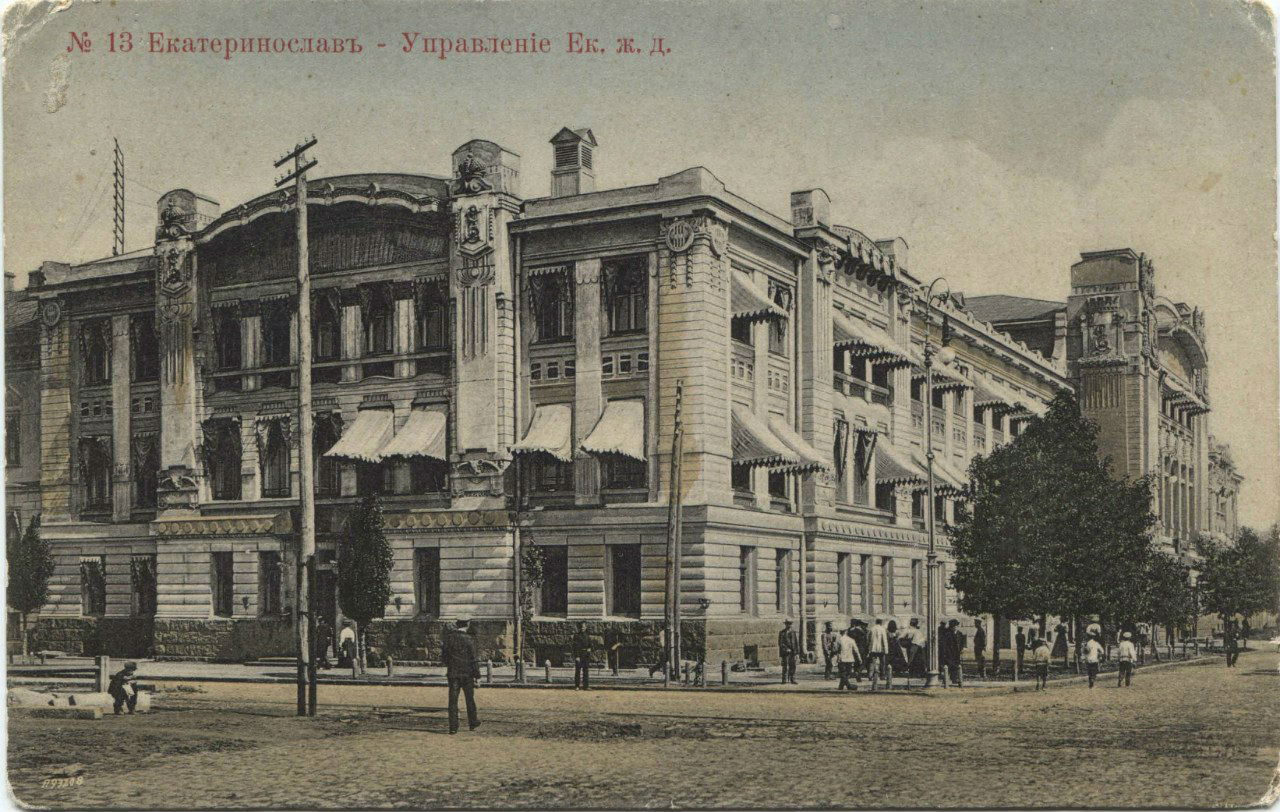
Управління залізниці в Катеринославі на початку XX століття

У складі Придніпровської залізниці діє три дирекції залізничних перевезень:
- Дніпровська (ДН-1);
- Криворізька (ДН-2);
- Запорізька (ДН-3).

До березня 2014 року у повній мірі діяла Кримська дирекція залізничних перевезень (ДН-4), в
тимчасово оокупованому Криму дільниці Кримської дирекції на материковій частині обслуговуються сусідніми дирекціями.

## Загальна інформація
Загальна протяжність залізничних колій становить понад 3250 км, з них 58,3 % електрифіковано, 83,5 % колій обладнано автоматичним регулюванням руху. 90 % станцій мають електричну централізацію.
Перевізна робота виконується 244 станціями, з них 4 сортувальні, 7 пасажирських, 67 вантажних, 19 дільничних.
Список станцій, відкритих для вантажних операцій

## Пасажирські сполучення

### Далеке сполучення
| №                    | Маршрут сполучення           | Примітка                                                                                         |
| -------------------- | ---------------------------- | ------------------------------------------------------------------------------------------------ |
| 4/3                  | Запоріжжя — Ужгород          |                                                                                                  |
| 6                    | Запоріжжя — Івано-Франківськ | Подовжено до станції Ясіня                                                                       |
| 10/9 «Приазов'я»     | Київ — Маріуполь             | Скасований через повномасштабне вторгнення                                                       |
| 11/12 «Славутич»     | Київ — Новоолексіївка        | Скасований через повномасштабне вторгнення                                                       |
| 32                   | Запоріжжя — Пшемисль         |                                                                                                  |
| 38                   | Київ — Запоріжжя             |                                                                                                  |
| 40/39                | Солотвино — Запоріжжя        |                                                                                                  |
| 41/42                | Дніпро — Трускавець          |                                                                                                  |
| 54 "Скіфія"          | Дніпро — Одеса               |                                                                                                  |
| 59/62                | Харків — Одеса               |                                                                                                  |
| 65                   | Харків — Умань               |                                                                                                  |
| 76/75                | Кривий Ріг — Київ            |                                                                                                  |
| 79/80 "Дніпро"       | Київ — Дніпро                |                                                                                                  |
| 81/82 «Харків»       | Харків — Новоолексіївка      | Скасований через повномасштабне всторгнення                                                      |
| 85/86                | Львів — Новоолексіївка       | Скасований через повномасштабне всторгнення                                                      |
| 86                   | Запоріжжя — Львів            |                                                                                                  |
| 87/88 «Лісова пісня» | Ковель — Новоолексіївка      | Скасований через повномасштабне всторгнення                                                      |
| 88                   | Запоріжжя Ковель             |                                                                                                  |
| 92/91                | Одеса — Харків               |                                                                                                  |
| 96/95                | Кривий Ріг — Москва          | Скасований в 2020 році                                                                           |
| 102/101              | Київ — Херсон                | Тимчасово курсує без заходу на станції Кривий Ріг-Головний, Апостолове та Нікополь               |
| 116/115 «Маяк»       | Київ — Бердянськ             | Скасований через повномасштабне всторгнення                                                      |
| 120                  | Запоріжжя — Львів            | Подовжено до станції Тернопіль                                                                   |
| 131/132 "Оберіг"     | Дніпро — Львів               |                                                                                                  |
| 134/133              | Миколаїв — Івано-Франківськ  | Скасований через пошкодження загарбниками залізничної інфраструктури в районі станції Снігурівка |
| 161/162              | Миколаїв — Київ              | Скасований через пошкодження загарбниками залізничної інфраструктури в районі станції Снігурівка |
| 185/186              | Львів — Бердянськ            | Скасований через повномасштабне вторгнення                                                       |
| 192                  | Одеса — Краматорськ          |                                                                                                  |
| 226/225              | Запоріжжя — Івано-Франківськ |                                                                                                  |
| 228/227              | Київ — Бердянськ             | Скасований через повномасштабне всторгнення. Сезонне курсування                                  |
| 234/233              | Дніпро — Покровськ           |                                                                                                  |
| 254                  | Кривий Ріг — Одеса           |                                                                                                  |
| 375/376              | Харків — Херсон              | Скасований                                                                                       |
| 732 Інтерсіті+       | Київ — Дніпро                |                                                                                                  |
| 732 Інтерсіті+       | Київ — Запоріжжя             |                                                                                                  |
| 734/733 Інтерсіті+   | Київ — Дніпро                |                                                                                                  |

### Приміське сполучення
| №         | Маршрут сполучення                         | Дні курсування   | Примітка |
| --------- | ------------------------------------------ | ---------------- | --- |
| 6001      | П'ятихатки — Знам'янка                     | щоденно          | |
| 6002      | Знам'янка — П'ятихатки                     | щоденно          | |
| 6004      | Кам'янське — Дніпро                        | щоденно          | |
| 6005      | Дніпро — ПОСТ СПИСАННЯ                     | щоденно          | |
| 6008      | П'ятихатки — Дніпро                        | крім сб., нд.    | |
| 6010      | П'ятихатки — Дніпро                        | щоденно          | |
| 6011      | Дніпро — Кривий Ріг-Головний               | щоденно          | |
| 6012      | Кам'янське — Дніпро                        | крім сб., нд.    | |
| 6015      | Дніпро — П'ятихатки                        | щоденно          | |
| 6016      | П'ятихатки — Дніпро                        | щоденно          | |
| 6018      | П'ятихатки-Стикова — Дніпро                | щоденно          | |
| 6022      | Кривий Ріг-Головний — Дніпро               | щоденно          | |
| 6027      | Дніпро — Кривий Ріг-Головний               | щоденно          | |
| 6035      | Дніпро — ПОСТ СПИСАННЯ                     | щоденно          | |
| 6037      | Дніпро — П'ятихатки                        | щоденно          | |
| 6038      | П'ятихатки — Дніпро                        | щоденно          | |
| 6039      | Дніпро — П'ятихатки                        | щоденно          | |
| 6042      | Кривий Ріг-Головний — Дніпро               | щоденно          | |
| 6043      | Дніпро — П'ятихатки                        | щоденно          | |
| 6044      | П'ятихатки-Стикова — Дніпро                | щоденно          | |
| 6075      | Запоріжжя II — Кривий Ріг-Головний         | щоденно          | Тимчасово курсує до станції Марганець та з станції Нікополь до станції Кривий Ріг-Головний через пошкодження загарбниками залізничної інфраструктури на дільниці Марганець — Нікополь |
| 6076      | Кривий Ріг-Головний — Запоріжжя II         | щоденно          | Тимчасово курсує до станції Нікополь та з станції Марганець до Запоріжжя II через пошкодження загарбниками залізничної інфраструктури на дільниці Нікополь — Марганець                |
| 6104      | Синельникове I — Чаплине                   | щоденно          | |
| 6105      | Синельникове I — Дніпро                    | щоденно          | |
| 6107      | Синельникове I — Дніпро                    | щоденно          | |
| 6108      | Дніпро — Синельникове I                    | крім сб., нд.    | |
| 6109      | Чаплине — Дніпро                           | щоденно          | крім ср та чт курсує до станції Межова |
| 6110      | Дніпро — Чаплине                           | щоденно          | |
| 6111      | Синельникове I — Дніпро                    | крім сб., нд.    | |
| 6122      | Дніпро — Чаплине                           | щоденно          | |
| 6124/6123 | Дніпро — Запоріжжя I                       | щоденно          | |
| 6126      | Дніпро — Синельникове I                    | щоденно          | |
| 6127      | Чаплине — Дніпро                           | щоденно          | |
| 6130      | Дніпро — Чаплине                           | щоденно          | В Вівторок та Середу курсує до станції Межова |
| 6132/6131 | Запоріжжя I — Дніпро                       | щоденно          | |
| 6133      | Синельникове I — Дніпро                    | щоденно          | |
| 6135      | Чаплине — Синельникове I                   | щоденно          | |
| 6141      | Чаплине — Дніпро                           | щоденно          | |
| 6146      | Дніпро — Чаплине                           | щоденно          | |
| 6147      | Чаплине — Дніпро                           | щоденно          | |
| 6171      | Красноград — Дніпро                        | щоденно          | |
| 6172      | Дніпро — Красноград                        | щоденно          | |
| 6173      | Красноград — Дніпро                        | щоденно          | |
| 6174      | Дніпро — Красноград                        | щоденно          | |
| 6185      | Синельникове I — Дніпро                    | щоденно          | |
| 6272      | Дніпро — Лозова                            | щоденно          | |
| 6277      | Лозова — Дніпро                            | щоденно          | |
| 6280      | Дніпро — Лозова                            | щоденно          | |
| 6291      | Лозова — Синельникове I                    | щоденно          | |
| 6323      | Апостолове — Миколаїв-Вантажний            | щоденно          | |
| 6324      | Миколаїв-Вантажний — Апостолове            | щоденно          | |
| 6402      | Апостолове — Дніпро-Лоцманська             | щоденно          | |
| 6405      | Дніпро-Лоцманська — Апостолове             | щоденно          | |
| 6408      | Апостолове — Дніпро-Лоцманська             | щоденно          | |
| 6409      | Дніпро-Лоцманська — Апостолове             | щоденно          | |
| 6412      | Кривий Ріг-Головний — Апостолове           | щоденно          | |
| 6413      | Апостолове — Кривий Ріг-Головний           | щоденно          | |
| 6415      | Верхівцеве — Кривий Ріг-Головний           | щоденно          | |
| 6451/6452 | Кривий Ріг-Головний — Інгулець             | щоденно          | |
| 6453/6454 | Інгулець — Кривий Ріг-Головний             | щоденно          | |
| 6455/6456 | Кривий Ріг-Головний — Інгулець             | щоденно          | |
| 6457/6458 | Інгулець — Кривий Ріг-Головний             | щоденно          | |
| 6466/6465 | Тимкове — П'ятихатки                       | крім пн.         | |
| 6471      | Нікополь — Кривий Ріг                      | щоденно          | |
| 6472      | Кривий Ріг — Нікополь                      | щоденно          | |
| 6473      | Нікополь — Кривий Ріг-Головний             | щоденно          | |
| 6474      | Кривий Ріг-Головний — Нікополь             | щоденно          | |
| 6476      | Тимкове — Нікополь                         | щоденно          | |
| 6485      | Нікополь — Тимкове                         | щоденно          | |
| 6490      | Апостолове — Нікополь                      | щоденно          | |
| 6491      | Запоріжжя II — Нікополь                    | щоденно          | Тимчасово курсує до станції Марганець через пошкодження загарбниками залізничної інфраструктури на дільниці Марганець — Нікополь                                                      |
| 6492      | Нікополь — Запоріжжя II                    | щоденно          | Тимчасово курсує зі станції Марганець через пошкодження загарбниками залізничної інфраструктури на дільниці Нікополь — Марганець                                                      |
| 6495      | Запоріжжя II — Нікополь                    | щоденно          | Тимчасово курсує до станції Марганець через пошкодження загарбниками залізничної інфраструктури на дільниці Марганець — Нікополь                                                      |
| 6496      | Нікополь — Запоріжжя II                    | щоденно          | Тимчасово курсує зі станції Марганець через пошкодження загарбниками залізничної інфраструктури на дільниці Нікополь — Марганець                                                      |
| 6497      | Нікополь — Апостолове                      | щоденно          | |
| 6501      | П'ятихатки — Кривий Ріг-Головний           | щоденно          | |
| 6502      | Канцерівка — Запоріжжя II                  | щоденно          | |
| 6503      | П'ятихатки — Рокувата                      | крім сб., нд.    | |
| 6504      | Рокувата — П'ятихатки                      | крім сб., нд.    | |
| 6506      | Пришиб — Запоріжжя II                      | кроме сб., вс.   | Скасований через повномасштабне вторгнення |
| 6507      | П'ятихатки — Рокувата                      | щоденно          | |
| 6507/6508 | Канцерівка — Мелітополь                    | щоденно          | Скасований через повномасштабне вторгнення |
| 6508      | Рокувата — П'ятихатки                      | щоденно          | |
| 6509/6510 | П'ятихатки — Тимкове                       | крім нд.         | |
| 6510      | Мелітополь — Запоріжжя II                  | сб., нд.         | Скасований через повномасштабне вторгнення |
| 6510      | Мелітополь — Запоріжжя-Ліве                | крім сб., нд.    | Скасований через повномасштабне вторгнення |
| 6512      | Кривий Ріг-Головний — П'ятихатки           | щоденно          | |
| 6515      | Запоріжжя II — Мелитополь — Тащенак        | щоденно          | Скасований через повномасштабне вторгнення |
| 6516      | Мелітополь — Запоріжжя II                  | щоденно          | Скасований через повномасштабне вторгнення |
| 6521      | Запоріжжя II — Мелітополь                  | щоденно          | Скасований через повномасштабне вторгнення |
| 6527      | Запоріжжя II — Пришиб                      | щоденно          | Скасований через повномасштабне вторгнення |
| 6528      | Тащенак — Мелитополь — Запоріжжя II        | щоденно          | Скасований через повномасштабне вторгнення |
| 6533/6534 | Запоріжжя II — Дніпро                      | щоденно          | |
| 6535      | Дніпро — П'ятихатки                        | крім сб.         | |
| 6536      | П'ятихатки — Дніпро                        | крім сб.         | |
| 6536      | Запоріжжя II — Лозова                      | щоденно          | |
| 6537      | Лозова — Запоріжжя II                      | щоденно          | |
| 6538      | Кривий Ріг-Головний — Верхівцеве           | щоденно          | |
| 6548/6547 | Дніпро — Запоріжжя II                      | щоденно          | |
| 6553/6555 | Запоріжжя II — Новоолексіївка              |                  | Скасований через повномасштабне вторгнення |
| 6554      | Мелітополь — Запоріжжя I                   | щоденно          | Скасований через повномасштабне вторгнення |
| 6556      | Новоолексіївка — Запоріжжя II              | щоденно          | Скасований через повномасштабне вторгнення |
| 6556/6554 | Новоолексіївка — Запоріжжя I               | щоденно          | Скасований через повномасштабне вторгнення |
| 6582      | Запоріжжя II — Синельникове I              | щоденно          | |
| 6583      | Синельникове I — Запоріжжя II              | щоденно          | |
| 6584      | Запоріжжя II — Синельникове I              | щоденно          | |
| 6585      | Синельникове I — Запоріжжя II              | щоденно          | |
| 6586      | Запоріжжя II — Синельникове I              | щоденно          | |
| 6587      | Синельникове I — Запоріжжя II              | щоденно          | |
| 6701      | Апостолове — Херсон                        | щоденно          | Тимчасово курсує за маршрутами Апостолове — Високопілля та Біла Криниця — Миколаїв-Вантажний                                                                                          |
| 6702      | Херсон — Апостолове                        | щоденно          | Тимчасово курсує за маршрутами Миколаїв-Вантажний — Біла Криниця та Високопілля — Апостолове                                                                                          |
| 6702/6703 | Дніпро — Генічеськ                         | щоденно          | Скасований через повномасштабне вторгнення |
| 6704/6701 | Генічеськ — Дніпро                         | щоденно          | Скасований через повномасштабне вторгнення |
| 6811      | П'ятихатки — Красний Шахтар                | по пн., ср., пт. | |
| 6812      | Красний Шахтар — П'ятихатки                | по пн., ср., пт. | |
| 6813      | П'ятихатки — Красний Шахтар                | по пн., ср., пт. | |
| 6814      | Красний Шахтар — П'ятихатки                | по пн., ср., пт. | |
| 6821      | П'ятихатки — Терни                         | щоденно          | |
| 6822      | Терни — П'ятихатки                         | щоденно          | |
| 6823      | П'ятихатки — Терни                         | щоденно          | |
| 6824      | Терни — П'ятихатки                         | щоденно          | |
| 6841      | Пологи — Запоріжжя II                      | щоденно          | Скасований через повномасштабне вторгнення |
| 6844      | Запоріжжя II — Пологи                      | щоденно          | Скасований через повномасштабне вторгнення |
| 6849      | Пологи — Запоріжжя II                      | щоденно          | Скасований через повномасштабне вторгнення |
| 6852      | Запоріжжя I — Пологи                       | щоденно          | Скасований через повномасштабне вторгнення |
| 6856      | Пологи — Комиш-Зоря                        |                  | Скасований через повномасштабне вторгнення |
| 6857      | Камиш-Зоря — Пологи                        |                  | Скасований через повномасштабне вторгнення |
| 6859      | Комиш-Зоря — Пологи                        |                  | Скасований через повномасштабне вторгнення |
| 6860      | Пологи — Камиш-Зоря                        |                  | Скасований через повномасштабне вторгнення |
| 6890      | Мелітополь — Нововесела                    | щоденно          | Скасований через повномасштабне вторгнення |
| 6893      | Верхній Токмак — Мелітополь                | щоденно          | Скасований через повномасштабне вторгнення |
| 6896      | Нововесела — Мелітополь                    | щоденно          | Скасований через повномасштабне вторгнення |
| 6897      | Нововесела — Мелітополь                    | щоденно          | Скасований через повномасштабне вторгнення |
| 6908      | Новоолексіївка — Запоріжжя II              |                  | Скасований через повномасштабне вторгнення |
| 6908/6910 | Сиваш — Запоріжжя II                       | по пт., вс.      | Скасований через повномасштабне вторгнення |
| 6908/6910 | Новоолексіївка — Запоріжжя II              | кроме пт., вс.   | Скасований через повномасштабне вторгнення |
| 6110      | Запоріжжя II — Мелітополь                  |                  | Скасований через повномасштабне вторгнення |
| 6909/6907 | Запоріжжя II — Сиваш                       | по пт., вс.      | Скасований через повномасштабне вторгнення |
| 6909/6907 | Запоріжжя II — Новоолексіївка              | кроме пт., вс.   | Скасований через повномасштабне вторгнення |
| 6910      | Мелітополь — Запоріжжя II                  | щоденно          | Скасований через повномасштабне вторгнення |
| 6915      | Запоріжжя II — Мелітополь — Новоолексіївка |                  | Скасований через повномасштабне вторгнення |
| 6915      | Запоріжжя II — Сиваш                       | щоденно          | Скасований через повномасштабне вторгнення |
| 6915      | Запоріжжя II — Мелітополь                  | щоденно          | Скасований через повномасштабне вторгнення |
| 6915/6919 | Запоріжжя II — Новоолексіївка              | кроме пт., вс.   | Скасований через повномасштабне вторгнення |
| 6918      | Сиваш — Запоріжжя II                       | щоденно          | Скасований через повномасштабне вторгнення |

## Межі залізниці
Придніпровська залізниця межує із залізницями:
| Залізниці                                                   | Стикові пункти     |          |
| ----------------------------------------------------------- | ------------------ | -------- |
| Донецька залізниця                                          | Комиш-Зоря         | включно  |
| Донецька залізниця                                          | Чаплине            | включно  |
| Донецька залізниця                                          | Покровськ          | виключно |
| Південна залізниця                                          | Пост 939 км        | виключно |
| Південна залізниця                                          | Красноград         | виключно |
| Одеська залізниця                                           | П'ятихатки-Стикова | включно  |
| Одеська залізниця                                           | Тимкове            | виключно |
| Одеська залізниця                                           | Апостолове         | включно  |
| Одеська залізниця                                           | Нововесела         | включно  |
| Кримські ділянки* Кримської дирекції залізничних перевезень | Сиваш              | включно  |

Примітка: * Кримські ділянки залізниці розташовані на тимчасово окупованій російськими військами території України.
До 2014 року Придніпровська залізниця межувала з Одеською залізницею по станції Вадим (виключно) та з Північно-Кавказькою залізницею по порому Крим — Кавказ.

## Історія

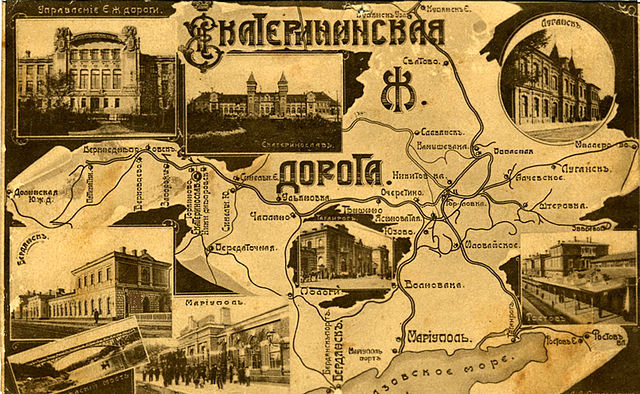
Катерининська залізниця, поштівка (1900)

1862 року перший міністр шляхів сполучення Російської імперії висунув проєкт будівництва залізниці від Катеринослава до Донбасу.
15 листопада 1873 року відкрито регулярний рух поїздів дільницями Лозова — Олександрівськ та Синельникове I — Катеринослав на Лозово-Севастопольській залізниці.
22 квітня 1875 року уряд затвердив план будівництва дільниць залізниці від станції Казанка до станції Катеринослав (Нижньодніпровськ) і від станції Ясинувата до станції Синельникове I.
18 травня 1884 року відкрито рух поїздів дільницями Ясинувата — Синельникове і Казанка — Катеринослав. Зданий в експлуатацію залізничний міст через Дніпро.

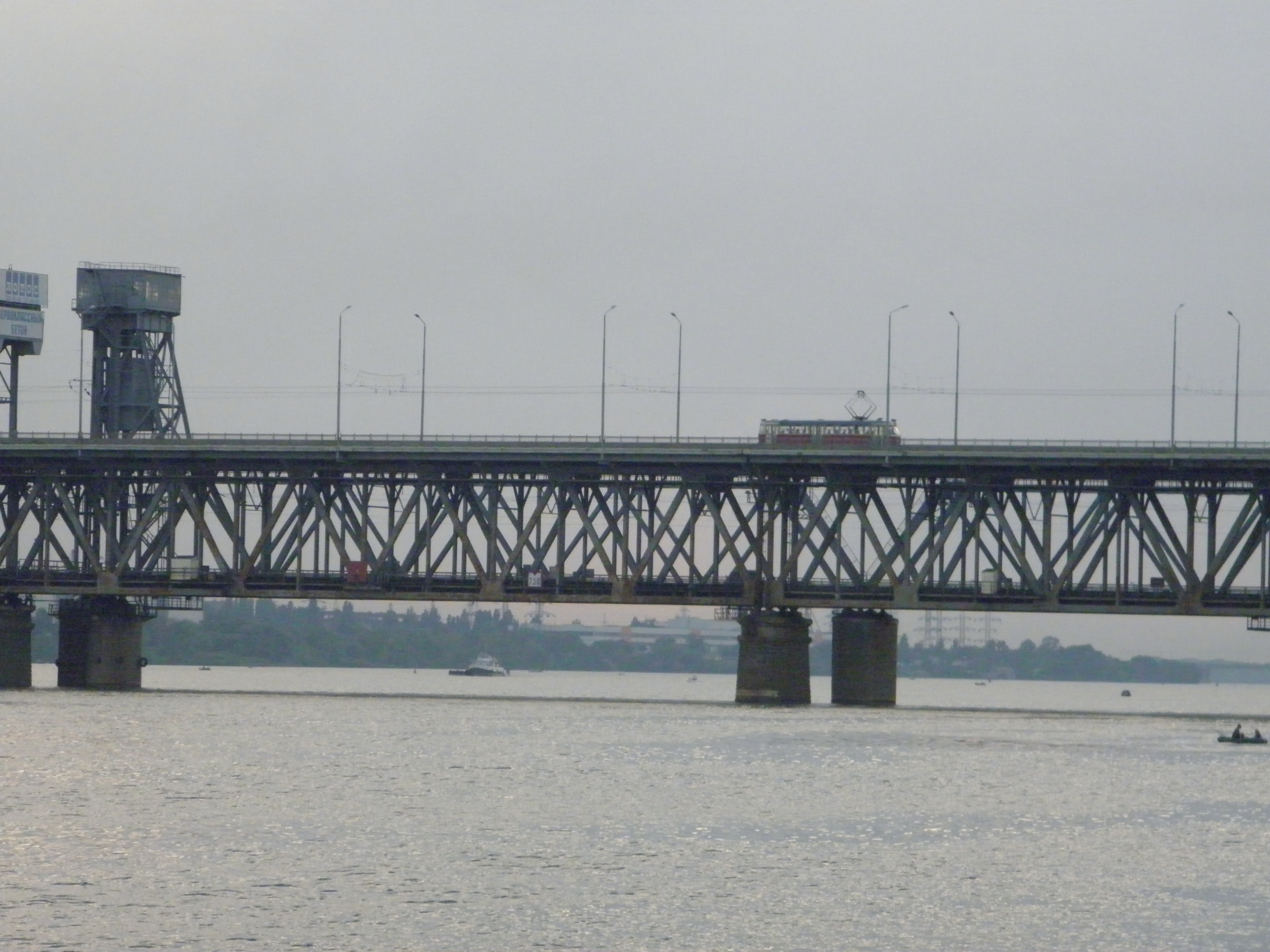
Амурський міст

1898 року побудована залізнична лінія Колачевське — П'ятихатки — Любомирівка (Верхівцеве).
1899 року відкрито рух поїздів у напрямку Чаплине — Бердянськ.
1904 року введено в експлуатацію другу лінію Катерининської залізниці: Кривий Ріг — Олександрівськ — Царекостянтинівка (Комиш-Зоря).
22 лютого 1908 року введений в експлуатацію Кічкаський міст через річку Дніпро в Олександрівську, що відкрило наскрізний рух по Другій Катерининській залізниці.

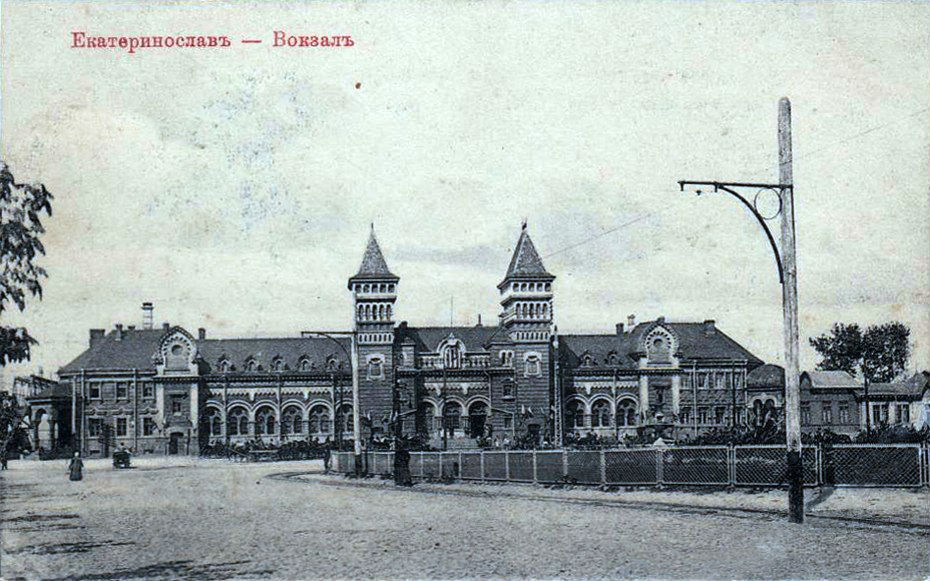
Катеринославський вокзал на початку ХХ століття

1913 року Катерининська залізниця перевезла 2 млрд 300 млн пудів різних вантажів, одержавши прибуток у 40 млн карбованців — рекорд залізничного транспорту в Росії.
Перед Першою світовою війною почала діяти одноколійна гілка від Царекостянтинівки до Федорівки, яка забезпечила прямий шлях з Донбасу до Криму.
1915 року закінчено будівництво залізничної лінії Євпаторія — Сарабуз (Острякове).
У грудні 1917 року на залізниці встановлено самоврядування. Посада начальника залізниці скасована.
1918 — наказом Міністерства шляхів Української держави від 15 травня назву залізниці змінено з «Катерининської» на «Запорізьку».
1920 року введена в експлуатацію дільниця Джанкой — Армянськ.
1922 року колективу Катерининської залізниці вручені ордена Трудового Червоного Прапора УРСР за дострокове відновлення Кічкаського моста.

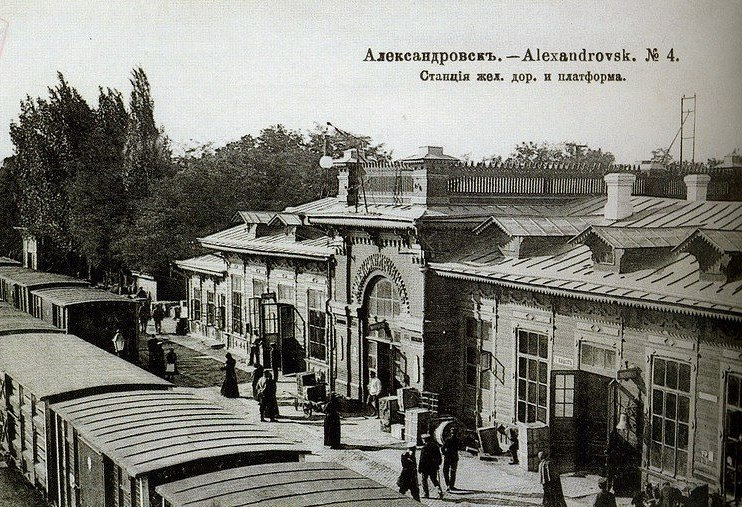
Вокзал Олександрівськ I (1920-ті роки)

1927 року стала до ладу лінія Нижньодніпровськ — Костянтиноград.
1930 року відкрито сортувальну станцію Нижньодніпровськ-Вузол.
1932 року закінчено будівництво локомотивного депо Нижньодніпровськ-Вузол.
1932 року розпочалися роботи з електрифікації лінії Запоріжжя — Нікополь — Кривий Ріг. До листопада 1934 року було завершено спорудження лінії електропередачі напругою 35 кВ і на тягові підстанції Запоріжжя-Ліве та Канцерівка подали напругу.
10 березня 1935 року дільницею Запоріжжя — Нікополь почали курсувати поїзди на електричній тязі. Їх повели вітчизняні електровози ВЛ19. Згодом зовнішнє енергопостачання 35 кВ отримали підстанції Підстепне, Апостолове та Довгинцево. Електрифікацію було завершено 25 жовтня — поїзди пішли на всій дільниці від Запоріжжя до Довгинцевого — найбільшої на той час електрифікованої магістралі СРСР.
Відповідно до постанови ЦВК СРСР від 4 січня 1936 року та наказом НКШС № 3Ц Катерининську залізницю перейменовано на Сталінську.
9 травня 1944 року радянська армія завершила звільнення Сталінської залізниці від нацистських військ.
23 вересня 1946 року на залізниці утворено п'ять відділень: Дніпропетровське, Довгинцівське, Запорізьке, Мелітопольське, Сімферопольське.
1953 року утворена служба електрифікації та енергозабезпечення.
Вказівкою МШС № 1359 від 15 листопада 1961 року Сталінську залізницю перейменовано на Придніпровську.
27 грудня 1965 року стала до ладу відновлена дільниця Павлоград I — Новомосковськ-Дніпровський.

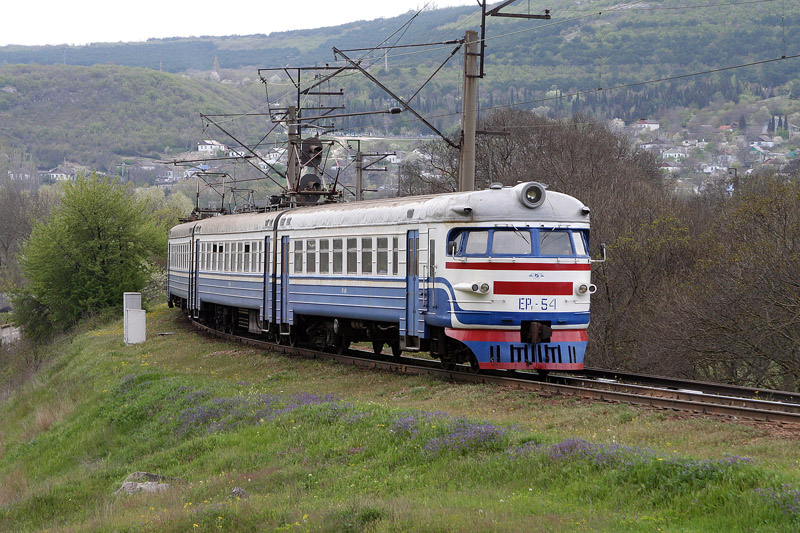
Електропоїзд ЕР1-54 на перегоні Інкерман I — Мекензієві гори (2007)

3 лютого 1971 року президія Верховної Ради СРСР нагородила Придніпровську залізницю орденом Леніна за забезпечення високих показників у роботі.
15 листопада 1973 року Придніпровська залізниця відзначила 100-річчя заснування. Відновлено випуск дорожньої газети «Придніпровська магістраль».
У грудні 1991 року утворено Державну адміністрацію залізничного транспорту України — «Укрзалізниця», до складу якої входить Придніпровська залізниця.

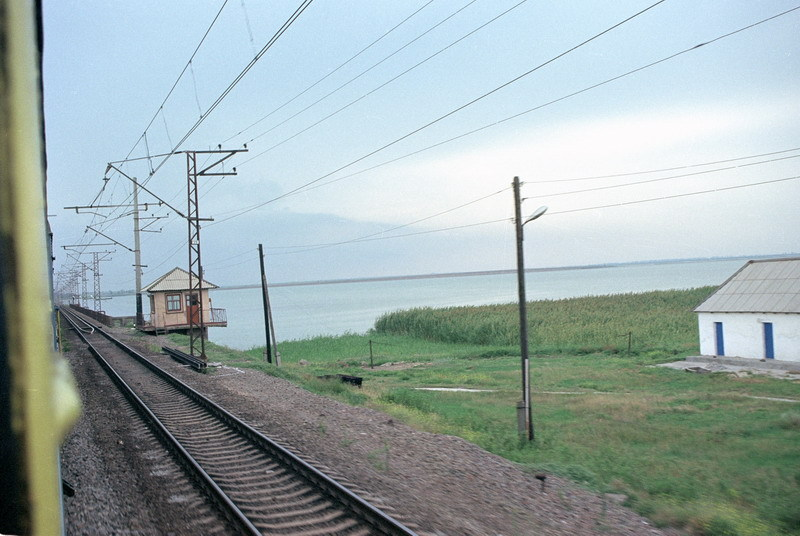
Залізничний міст через озеро Сиваш, через який припинено рух поїздів з 27 грудня 2014 року

11 березня 2014 року було захоплено адміністративну будівлю Кримської дирекції залізничних перевезень.
З 1 квітня 2014 року керівництво Кримської дирекції залізничних перевезень (невизнаної Кримської залізниці) обмежило маршрути курсування приміських поїздів, що з'єднували півострів з материковою частиною України, до станції Солоне Озеро.
З 26 грудня 2014 року введено конвенції про заборону перевезення залізничним транспортом будь-яких вантажів між материковою частиною України та Кримом.
З 27 грудня 2014 року з метою забезпечення безпеки руху обмежено маршрут курсування поїздів кримського напрямку до станцій Новоолексіївка та Херсон.
Після анексії Криму Росією на базі підрозділів Кримської дирекції, розташованих на півострові, було засновано Кримську залізницю. У січні 2016 року підприємство перетворено у ФДУП «Кримська залізниця» (рос. ФГУП «Крымская железная дорога»). Дільниці Кримської дирекції, розташовані на материковій частині України (у Херсонській та Запорізькій областях), відійшли до Запорізької дирекції залізничних перевезень.
1 грудня 2015 року розпочалась господарська діяльність ПАТ «Укрзалізниця»; державне підприємство «Придніпровська залізниця» втратило статус окремої юридичної особи і продовжило діяльність як регіональна філія.

### Перейменування станцій та зупинних пунктів
| Сучасна назва          | Попередня назва               | Дата перейменування |
| ---------------------- | ----------------------------- | ------------------- |
| Запоріжжя-Кам'янське   | Баглій                        | 23 березня 2017     |
| Петропавлівка          | Брагинівка                    | 23 березня 2017     |
| Ерастівка              | Желєзнякове                   | 23 березня 2017     |
| Рясна                  | Єлізарове                     | 23 березня 2017     |
| Кам'янське             | Дніпродзержинськ              | 23 березня 2017     |
| Кам'янське-Лівобережне | Дніпродзержинськ-Лівобережний | 23 березня 2017     |
| Кам'янське-Пасажирське | Дніпродзержинськ-Пасажирський | 23 березня 2017     |
| Дніпро-Головний        | Дніпропетровськ               | 29 червня 2017      |
| Дніпро-Вантажний       | Дніпропетровськ-Вантажний     | 29 червня 2017      |
| Дніпро-Лоцманська      | Дніпропетровськ-Південний     | 29 червня 2017      |
| Дніпро-Ліски           | Дніпропетровськ-Ліски         | 29 червня 2017      |
| Інженерне              | Челюскін                      | 21 червня 2023      |
| Незалежна              | Батуринська                   | 18 липня 2023       |
| Степова                | 1061 км                       | 13 липня 2023       |
| Солоне                 | 1063 км                       | 13 липня 2023       |
| Значкове               | 1074 км                       | 13 липня 2023       |
| Запорізьке             | 1045 км                       | 13 липня 2023       |
| Нижня Терса            | 1049 км                       | 13 липня 2023       |
| Кленове                | 943 км                        | 13 липня 2023       |
| Новоуплатне            | 948 км                        | 13 липня 2023       |
| Морозівське            | 981 км                        | 13 липня 2023       |
| Вербківський           | 988 км                        | 13 липня 2023       |

## Електрифікація
| Електрифікація Придніпровської залізниці | Електрифікація Придніпровської залізниці                   | Електрифікація Придніпровської залізниці |
| Роки                                     | Дільниця                                                   | Довжина, км                              |
| Катерининська залізниця                  | Катерининська залізниця                                    | Катерининська залізниця                  |
| ---------------------------------------- | ---------------------------------------------------------- | ---------------------------------------- |
| 1935                                     | Запоріжжя — Довгинцеве                                     | 202,3                                    |
| Сталінська залізниця                     |                                                            |                                          |
| 1948                                     | Довгинцеве — Нікополь                                      | 98,0                                     |
| 1949                                     | Нікополь — Марганець                                       | 20,0                                     |
| 1950                                     | Марганець — Канцерівка                                     | 37,3                                     |
| 1952                                     | Канцерівка — Запоріжжя                                     | 47,0                                     |
| 1955                                     | Довгинцеве — Мудрувата                                     | 1,3                                      |
| 1958                                     | Нижньодніпровськ-Вузол — П'ятихатки                        | 205,0                                    |
| 1959                                     | Нижньодніпровськ-Вузол — Чаплине                           | 120,4                                    |
| 1960                                     | Верхівцеве — Довгинцеве — Червоне                          | 116,2                                    |
| 1961                                     | П'ятихатки — Мудрувата                                     | 92,6                                     |
| Придніпровська залізниця                 |                                                            |                                          |
| 1962                                     | П'ятихатки — Знам'янка                                     | 112,3                                    |
| 1965                                     | Лозова — Синельникове                                      | 106,4                                    |
| 1965                                     | Синельникове — Запоріжжя                                   | 95,6                                     |
| 1968                                     | Красноармійськ — Павлоград I                               | 114,0                                    |
| 1968                                     | Павлоград I — Новомосковськ-Дніпровський                   | 49,0                                     |
| 1968                                     | Новомосковськ-Дніпровський — Дніпродзержинськ-Пасажирський | 97,0                                     |
| 1969                                     | Запоріжжя I — Мелітополь                                   | 112,1                                    |
| 1970                                     | Мелітополь — Сімферополь                                   | 244,3                                    |
| 1972                                     | Сімферополь — Севастополь                                  | 80,8                                     |
| 1973                                     | Острякове — Євпаторія                                      | 60,4                                     |
| 1977                                     | Приворот — Кам'яне Поле                                    | 4,3                                      |
| 1978                                     | Дніпропетровськ — Кайдацька                                | 2,4                                      |
| 1982                                     | Кривий Ріг — Тимкове                                       | 54,0                                     |
| 1984                                     | Мусіївка — Інгулець                                        | 19,5                                     |
| 1985                                     | Грекувата — Мусіївка                                       | 34,1                                     |
| 1986                                     | Новоолексіївка — Генічеськ                                 | 15,1                                     |
| 1995                                     | Запоріжжя I — Передатна, Запоріжжя II — Передатна          | 9                                        |
| 1995                                     | Передатна — Ростуща                                        | 5                                        |
| 1999                                     | Ростуща — Кирпотине                                        | 14                                       |
| ?                                        | Дніпропетровськ — Сурське                                  |                                          |
| ?                                        | Грекувата — Савро                                          |                                          |
| ?                                        | Нижньодніпровськ-Вузол — Новомосковськ-Дніпровський        |                                          |
| ?                                        | Зустрічний — Сухачівка                                     |                                          |
| ?                                        | Станції та перегони запорізького залізничного вузла        |                                          |
| 1.                                       |                                                            |                                          |

Усі дільниці, за виключенням лінії Знам'янка — П'ятихатки-Стикова, електрифіковані постійним струмом напругою  3 кВ.

## Керівники
| Катерининська залізниця  | Катерининська залізниця | Катерининська залізниця                      |
| ------------------------ | ----------------------- | -------------------------------------------- |
| 19.09.1883               | 18.11.1901              | Верховцев Олександр Аполлонович              |
| 1902                     | 1906                    | Шмідт Федір Іванович                         |
| 1906                     | 1907                    | Міхін С. І.                                  |
| 1907                     | 1910                    | Стульгінський Владислав Ігнатович            |
| 07.09.1910               | 12.03.1917              | Ваніфатьєв Кирило Миколайович                |
| 1917                     | ?                       | Вейс Н. Н.                                   |
| 1920                     | 1920                    | Шелехес Ілля Савелійович (комісар залізниці) |
| 1922                     | 1924                    | Іванов Костянтин Геннадійович                |
| 1924                     | 1926                    | Ковилкін Степан Терентійович                 |
| 1926                     | 1928                    | Мальгінов Петро Михайлович                   |
| 1928                     | 1932                    | Кузовлєв Костянтин Миколайович               |
| 1933                     | 1936                    | Білик Павло Борисович                        |
| Сталінська залізниця     |                         |                                              |
| 1936                     | 1937                    | Трестер Фріц Фрідріхович                     |
| 1937                     | 1938                    | Давидов Павло Іванович                       |
| 1938                     | 1950                    | Закорко Микола Тихонович                     |
| 1951                     | 1969                    | Коломійцев Костянтин Гаврилович              |
| Придніпровська залізниця |                         |                                              |
| 1969                     | 1972                    | Ломоносов Віктор Олександрович               |
| 1973                     | 1990                    | Алімов Анатолій Андрійович                   |
| 1990                     | 1998                    | Євдокіменко Руслан Якович                    |
| 1998                     | 2000                    | Суліма Станіслав Дмитрович                   |
| 28.04.2000               | 25.04.2001              | Макаренко Михайло Володимирович              |
| 2001                     | 06.2005                 | Момот Олександр Іванович                     |
| 06.2005                  | 2006                    | Сергієнко Микола Іванович                    |
| 25.09.2006               | 2008                    | Гладкіх Ігор Веніамінович                    |
| 31.01.2008               | 2010                    | Лоза Петро Олексійович                       |
| 14.04.2010               | 27.11.2012              | Момот Олександр Іванович                     |
| 28.11.2012               | 03.06.2014              | Гладкіх Ігор Веніамінович                    |
| 04.06.2014               | 28.07.2015              | Тищенко Юрій Григорович (в. о.)              |
| 28.07.2015               | 29.01.2016              | Федорко Іван Петрович (в. о.)                |
| 2016                     | 05.2017                 | Тищенко Юрій Григорович (в. о.)              |
| 05.2017                  | 2020                    | Кужавський Микола Сергійович                 |
| 2020                     | 2021                    | Заруба Олександр Володимирович               |
| 2021                     | 2021                    | Борецький Анатолій Станіславович             |
| 12.2021                  |                         | Момот Олександр Іванович                     |

## Начальники політичного відділу залізниці
| Роки        | Посадові особи             |
| ----------- | -------------------------- |
| 1934—1937   | Кинжалов Федір Миколайович |
| 1937—1938   | Марченко                   |
| 194.8—194.9 | Кареньгін Федір Іванович   |

## Основні станції

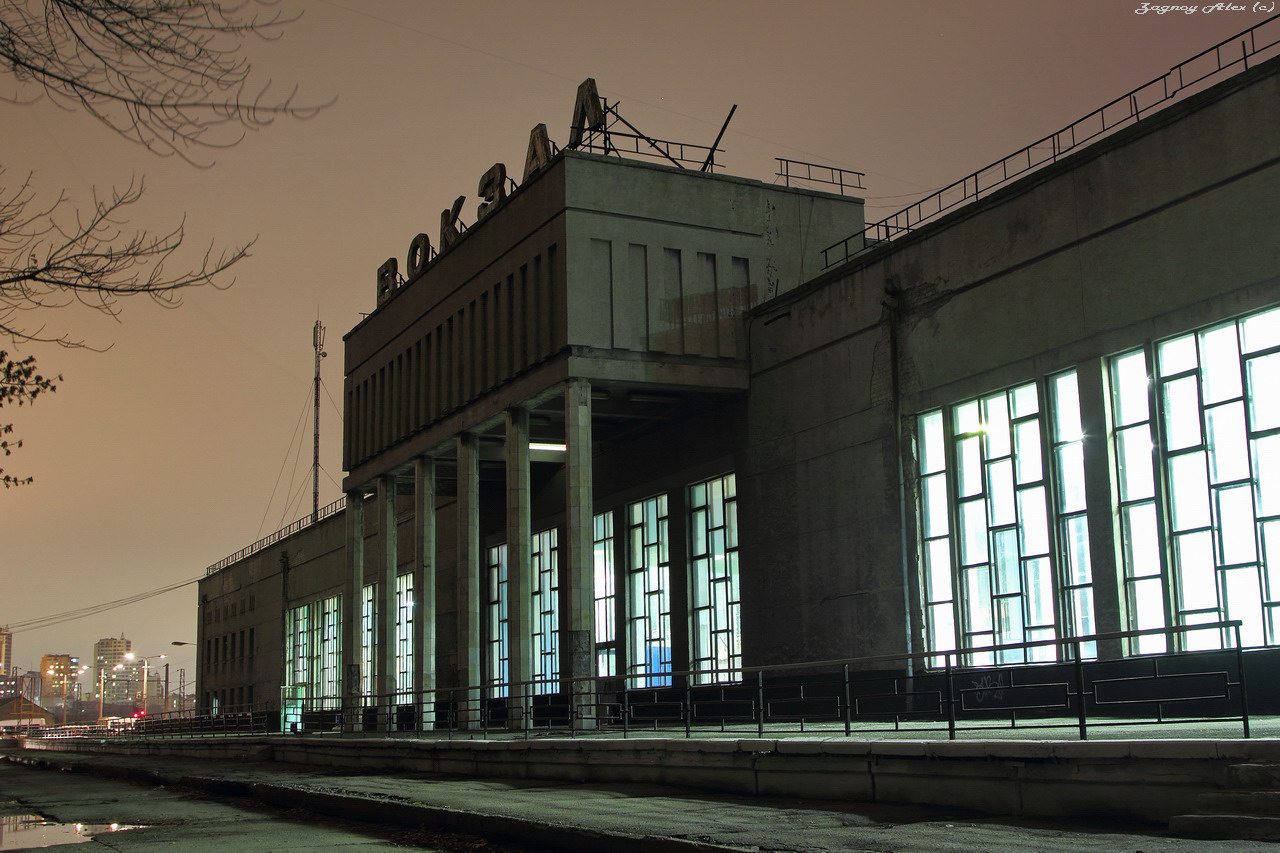
Дніпро-Лоцманська
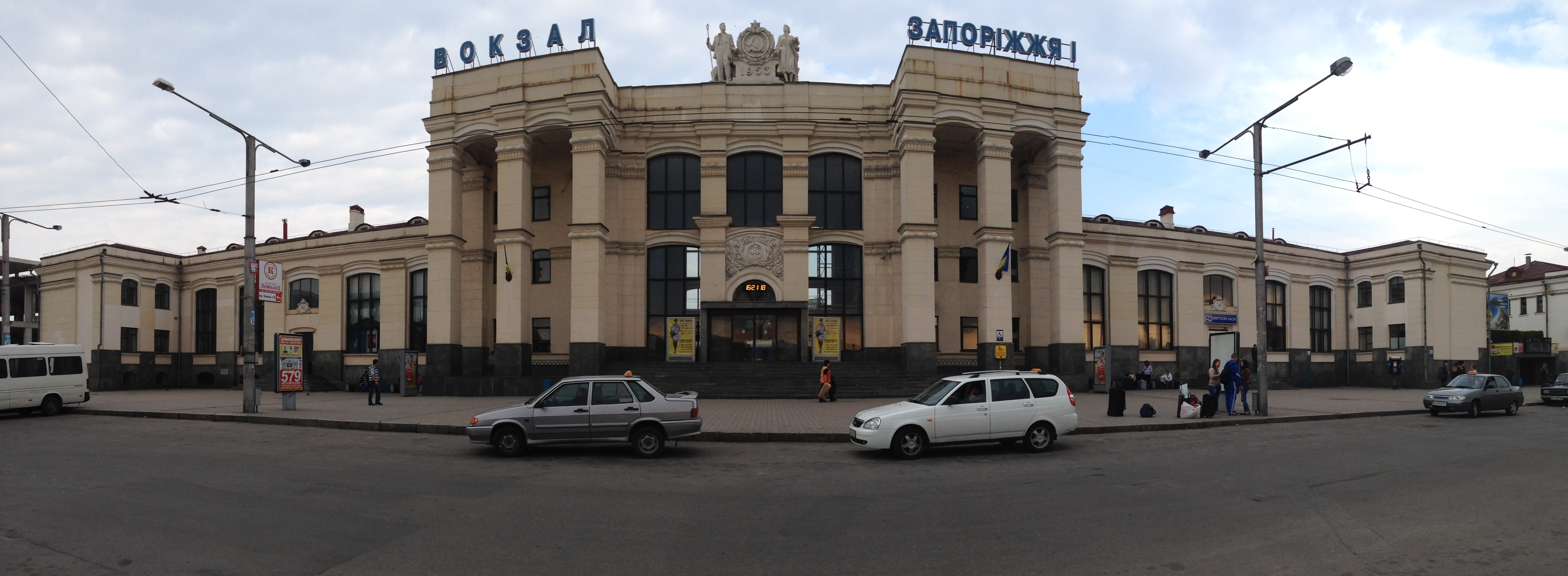
Запоріжжя I
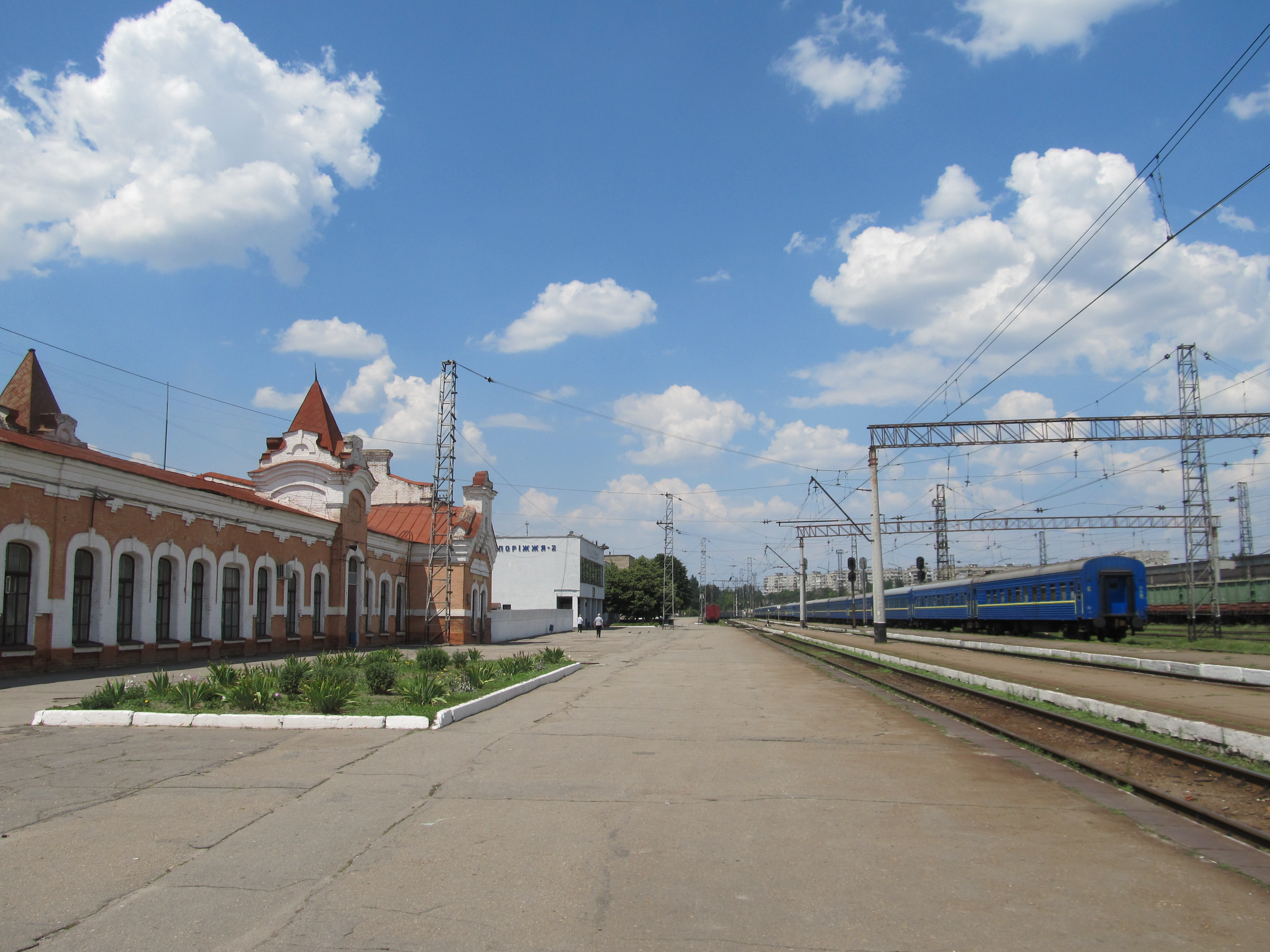
Запоріжжя II
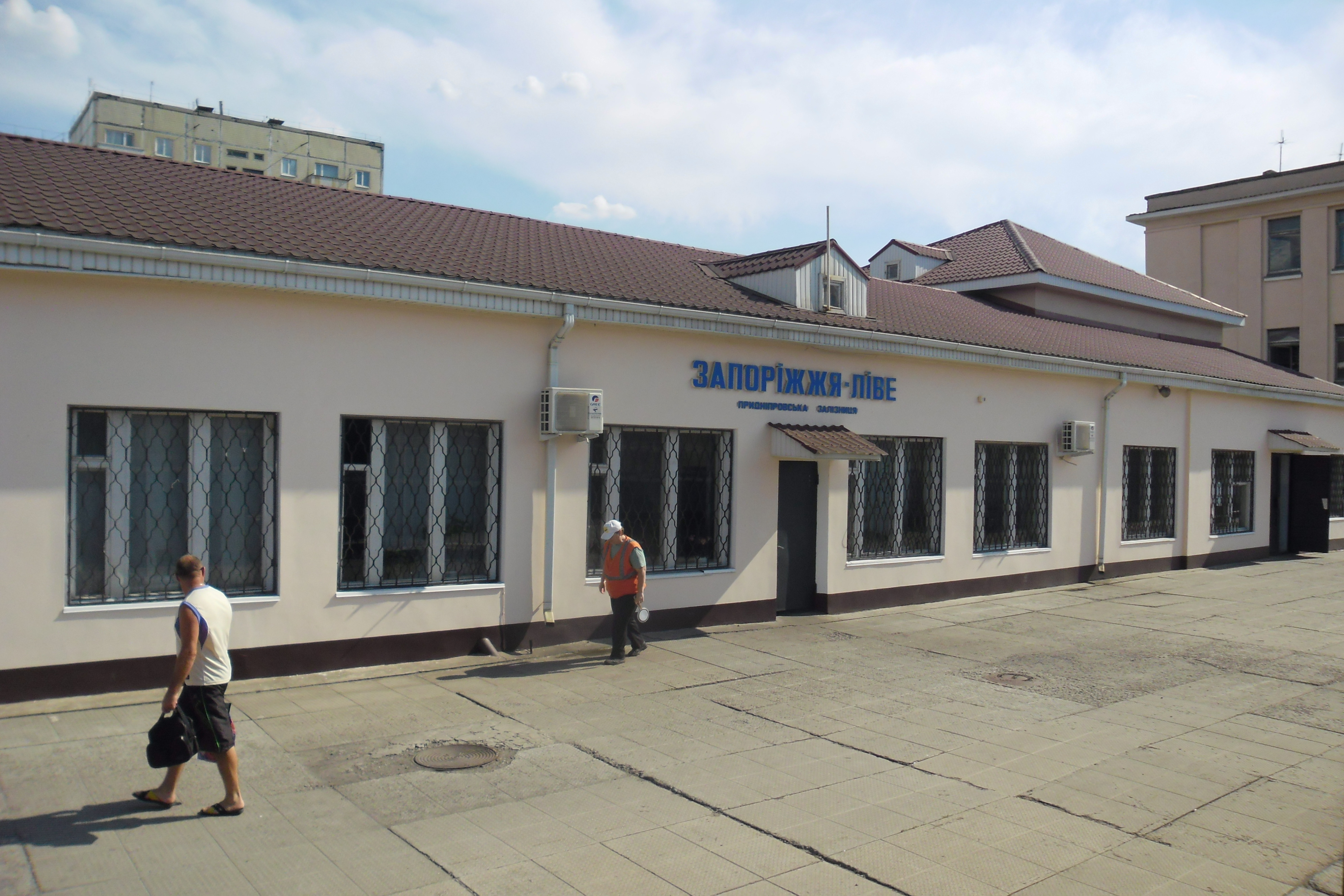
Запоріжжя-Ліве
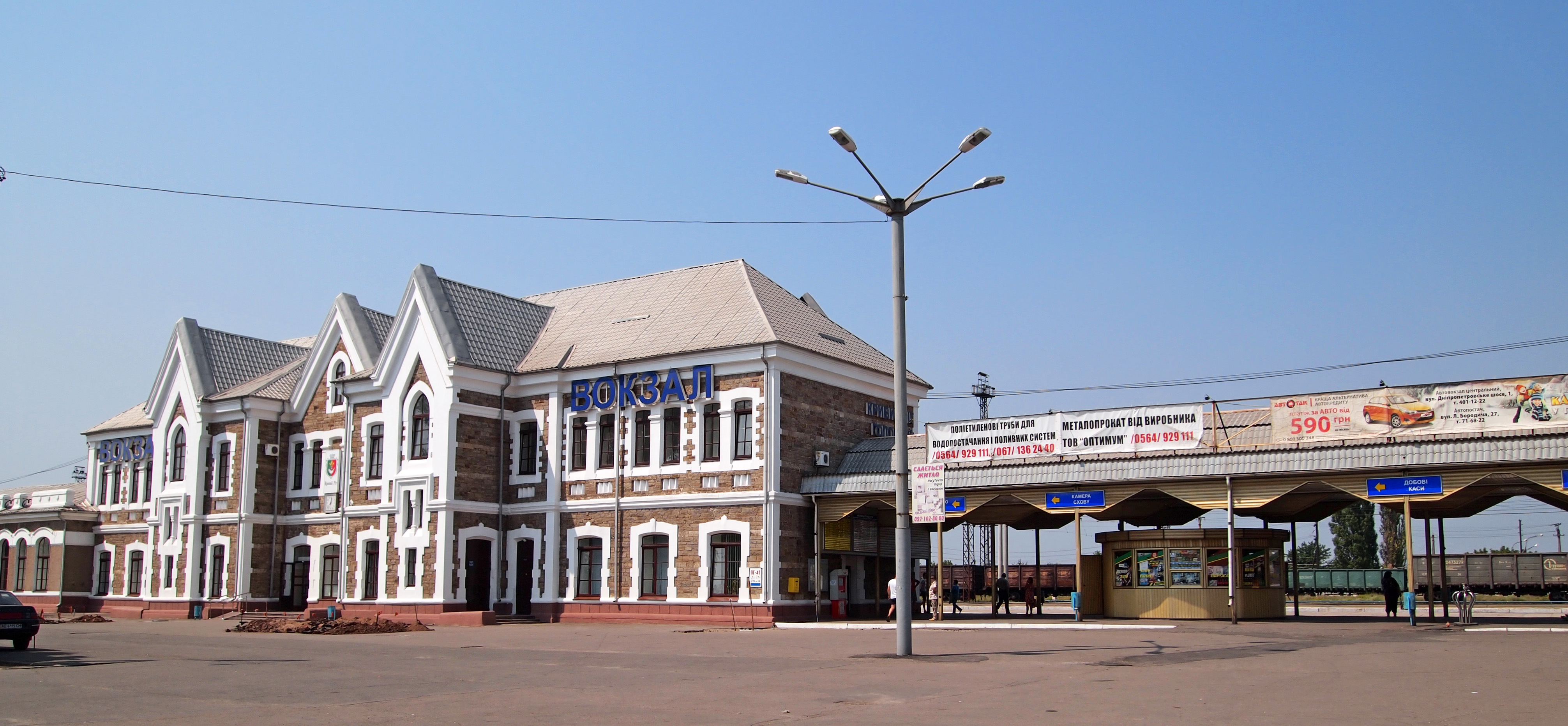
Кривий Ріг-Головний
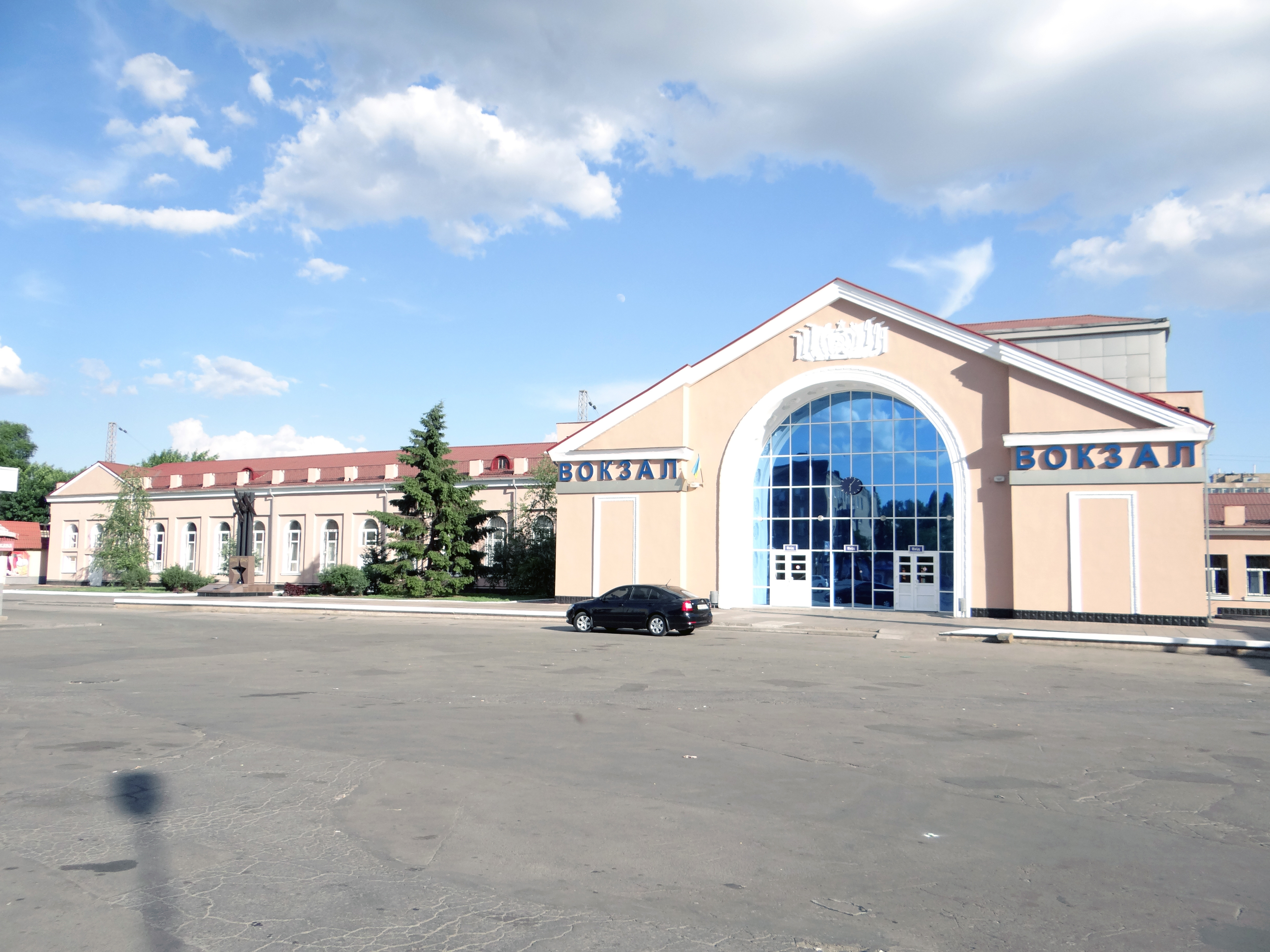
Кривий Ріг
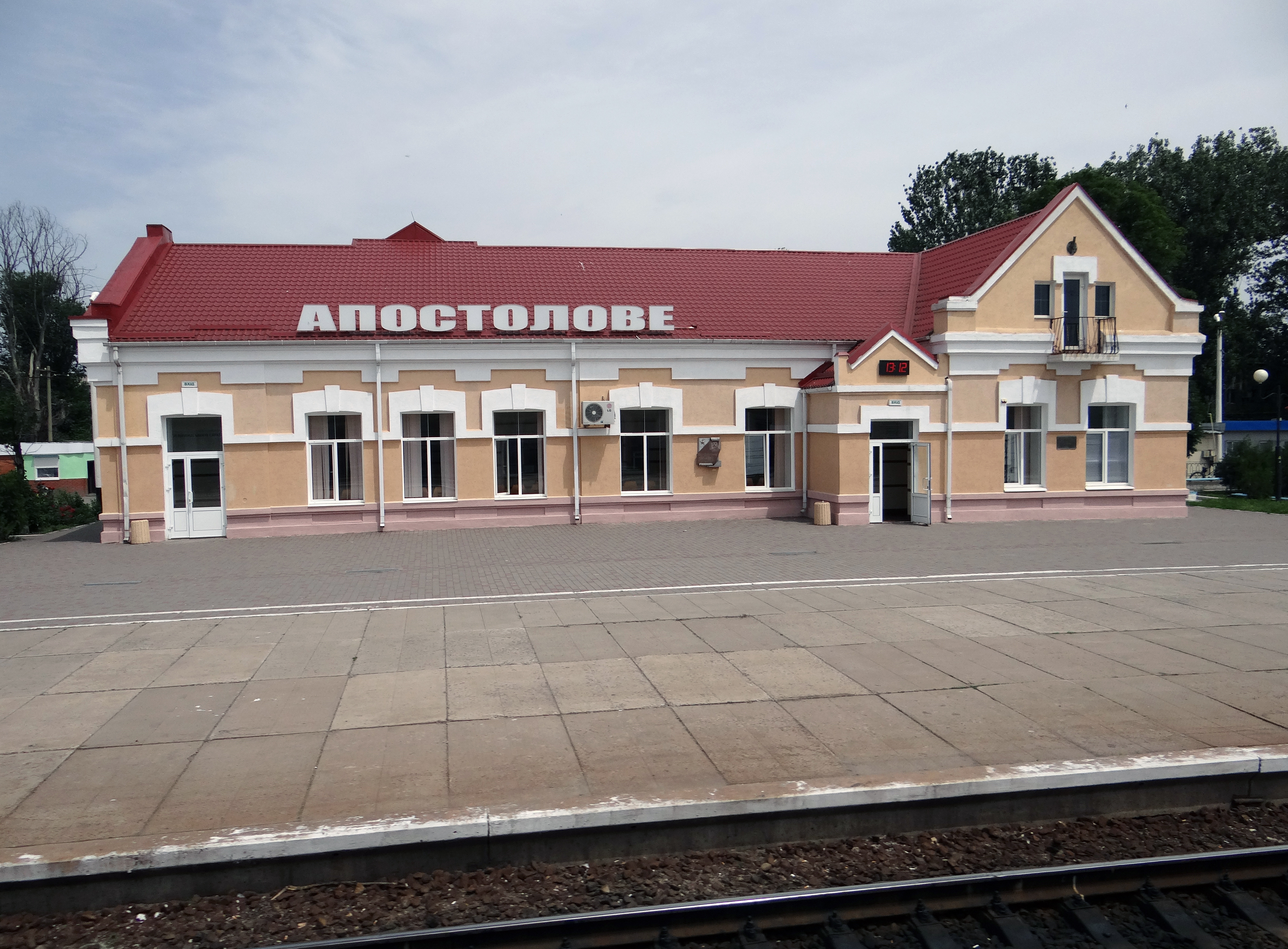
Апостолове
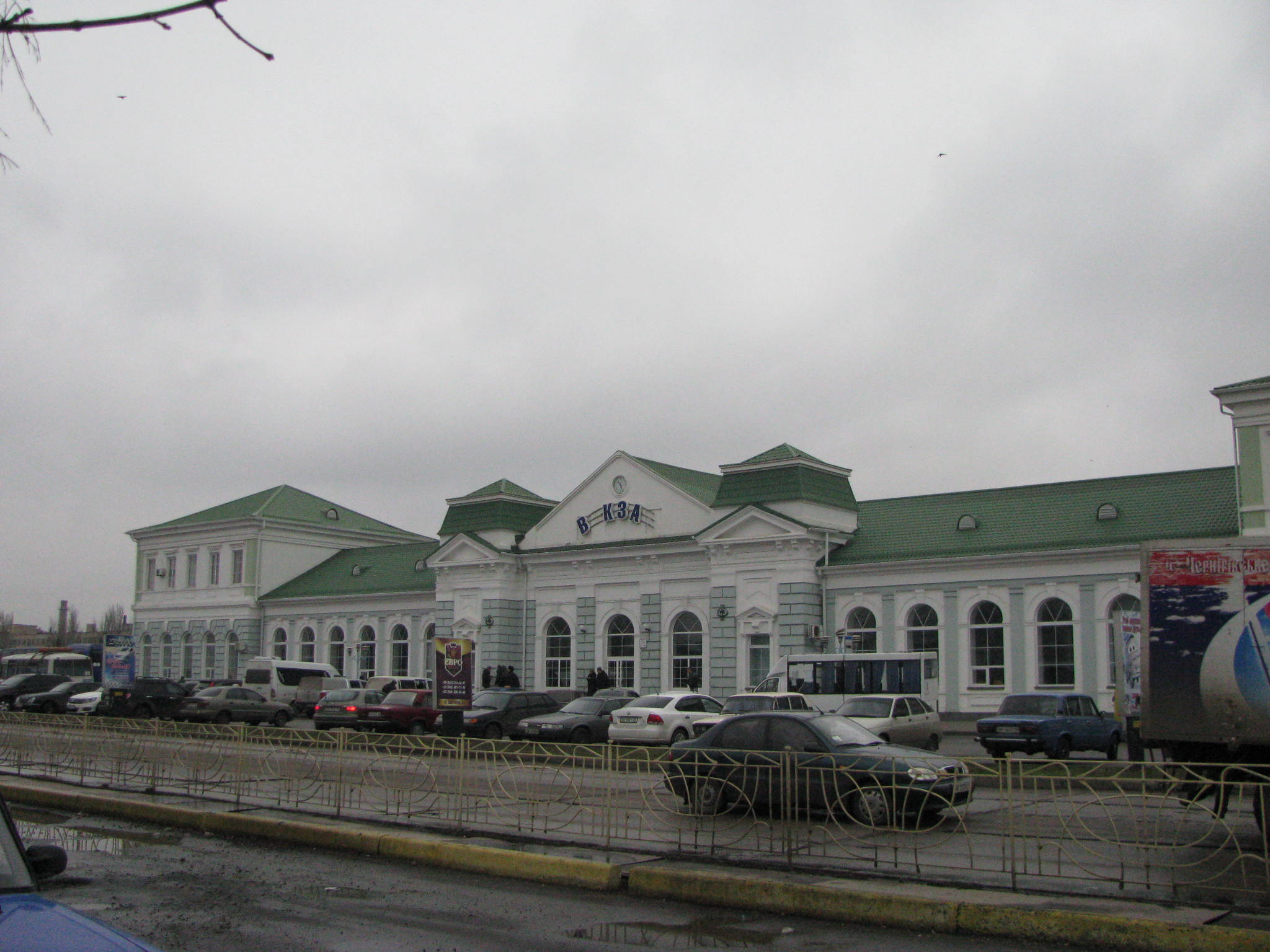
Бердянськ
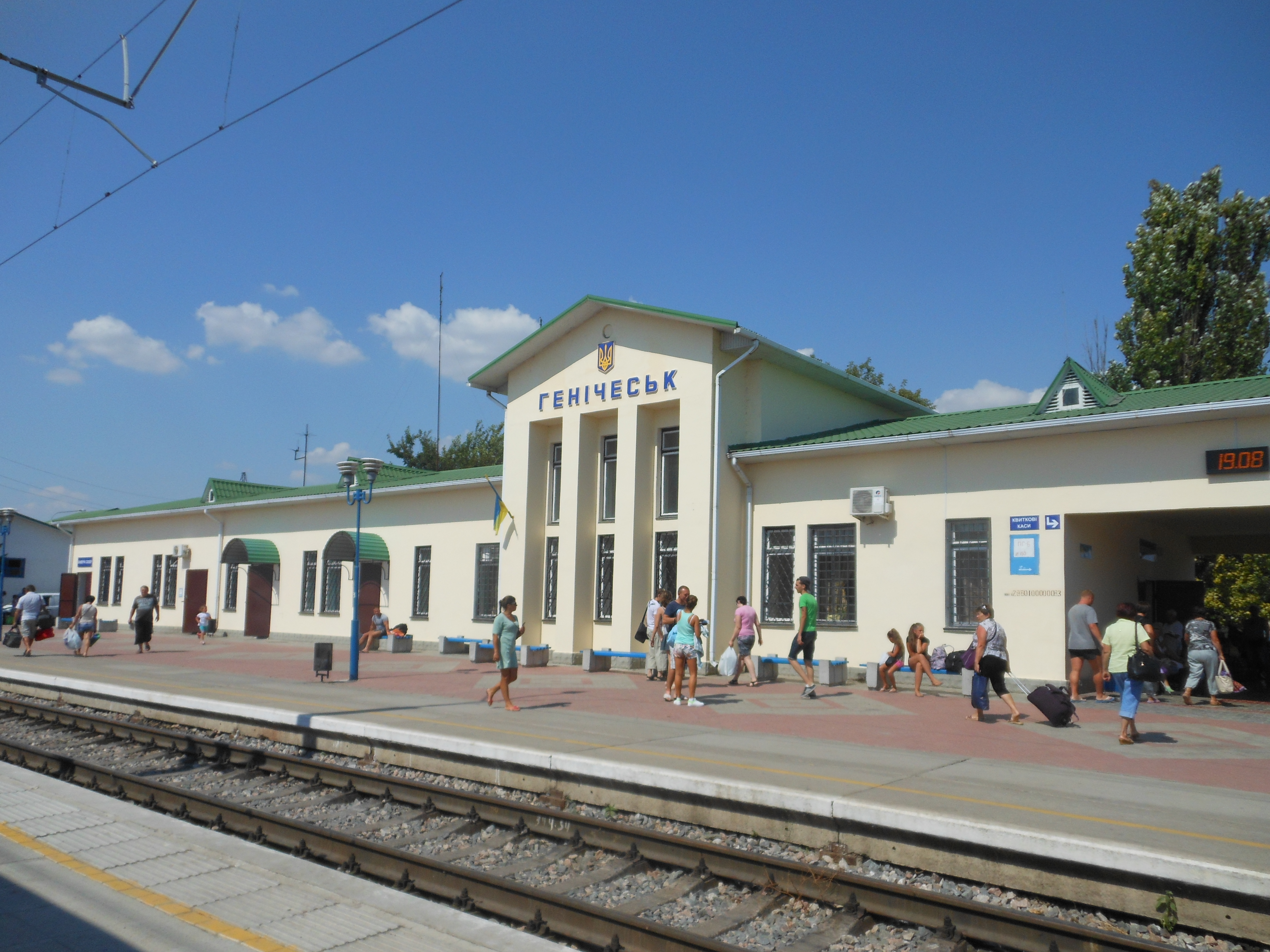
Генічеськ
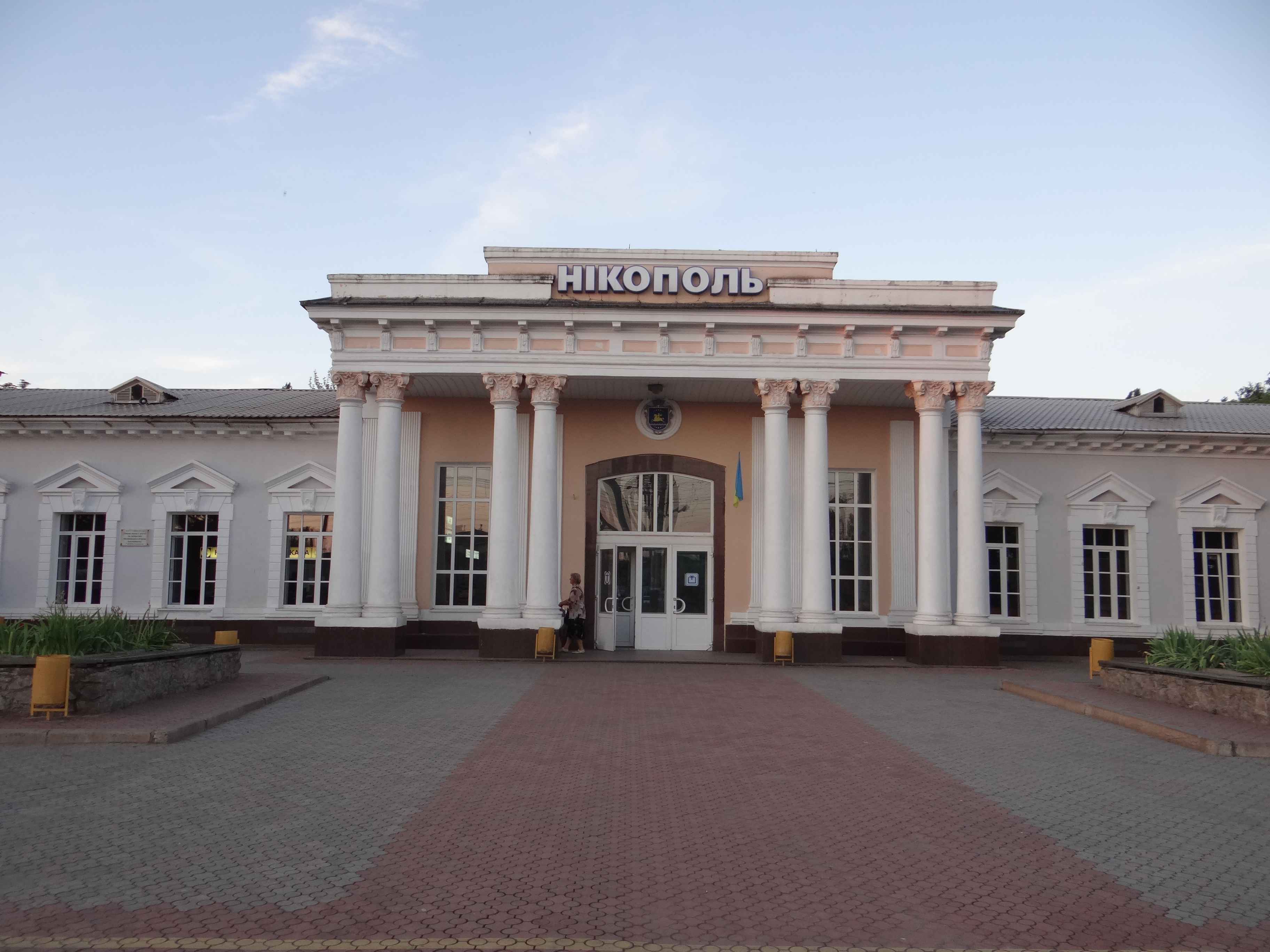
Нікополь
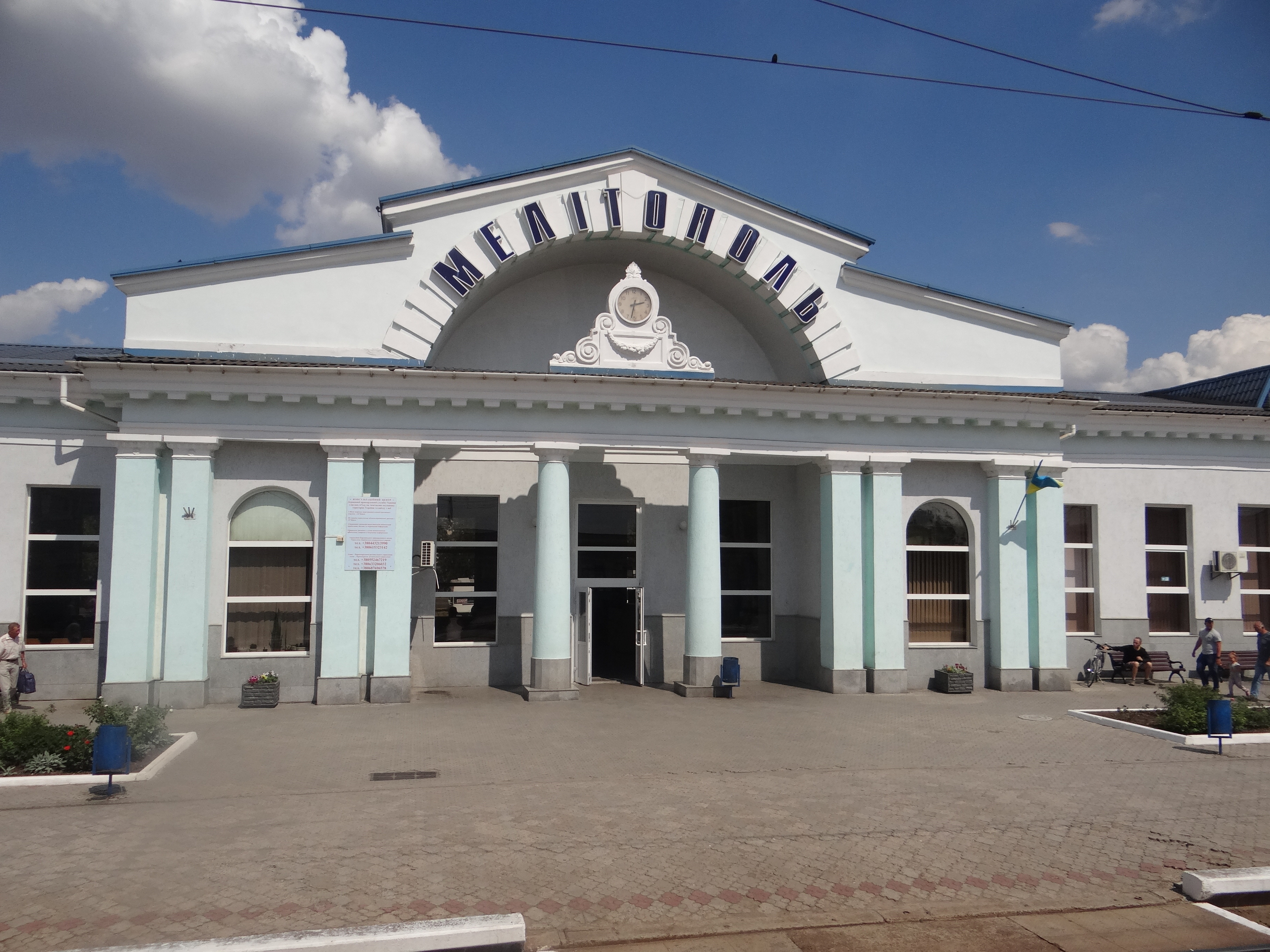
Мелітополь
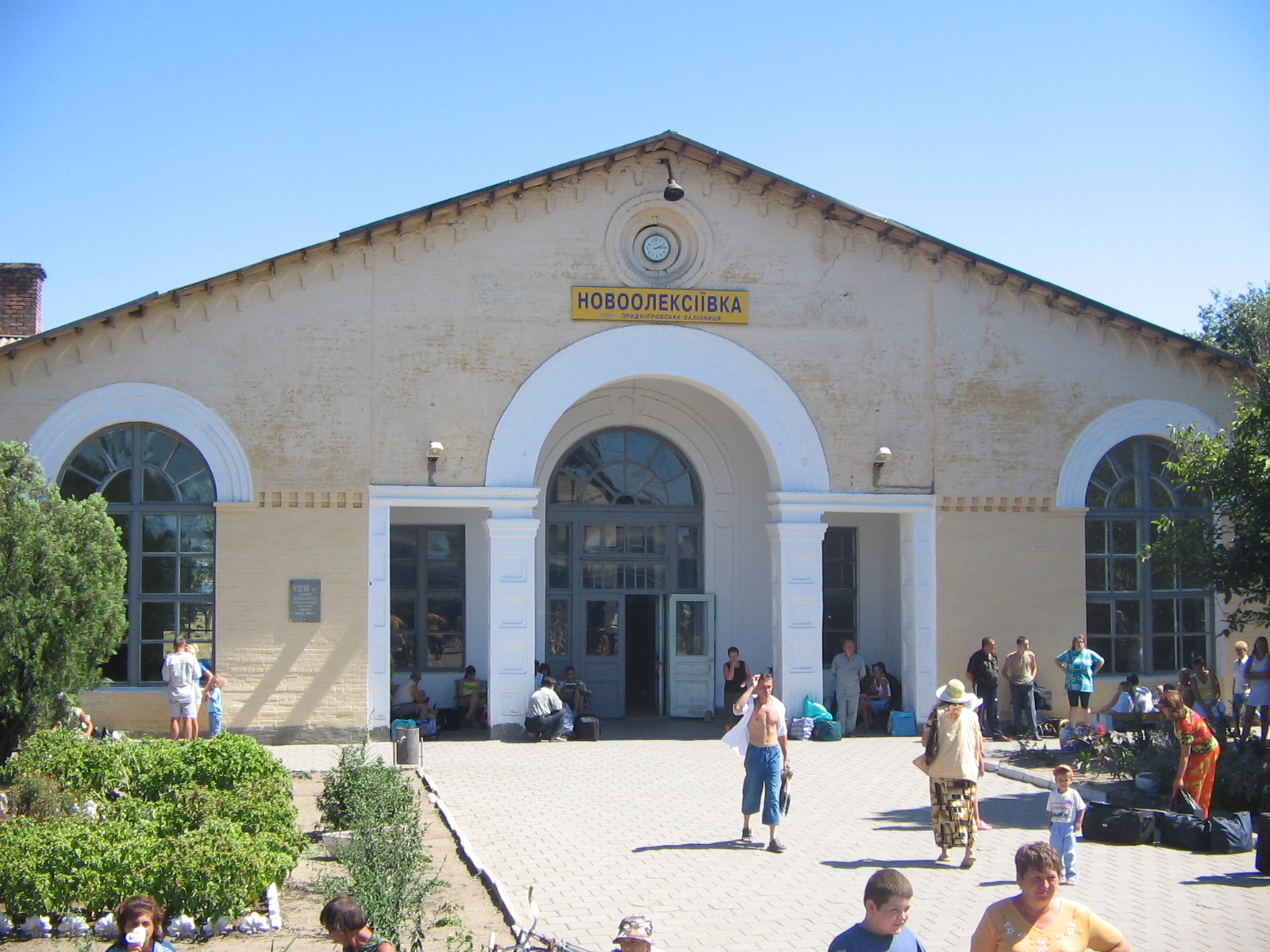
Новоолексіївка
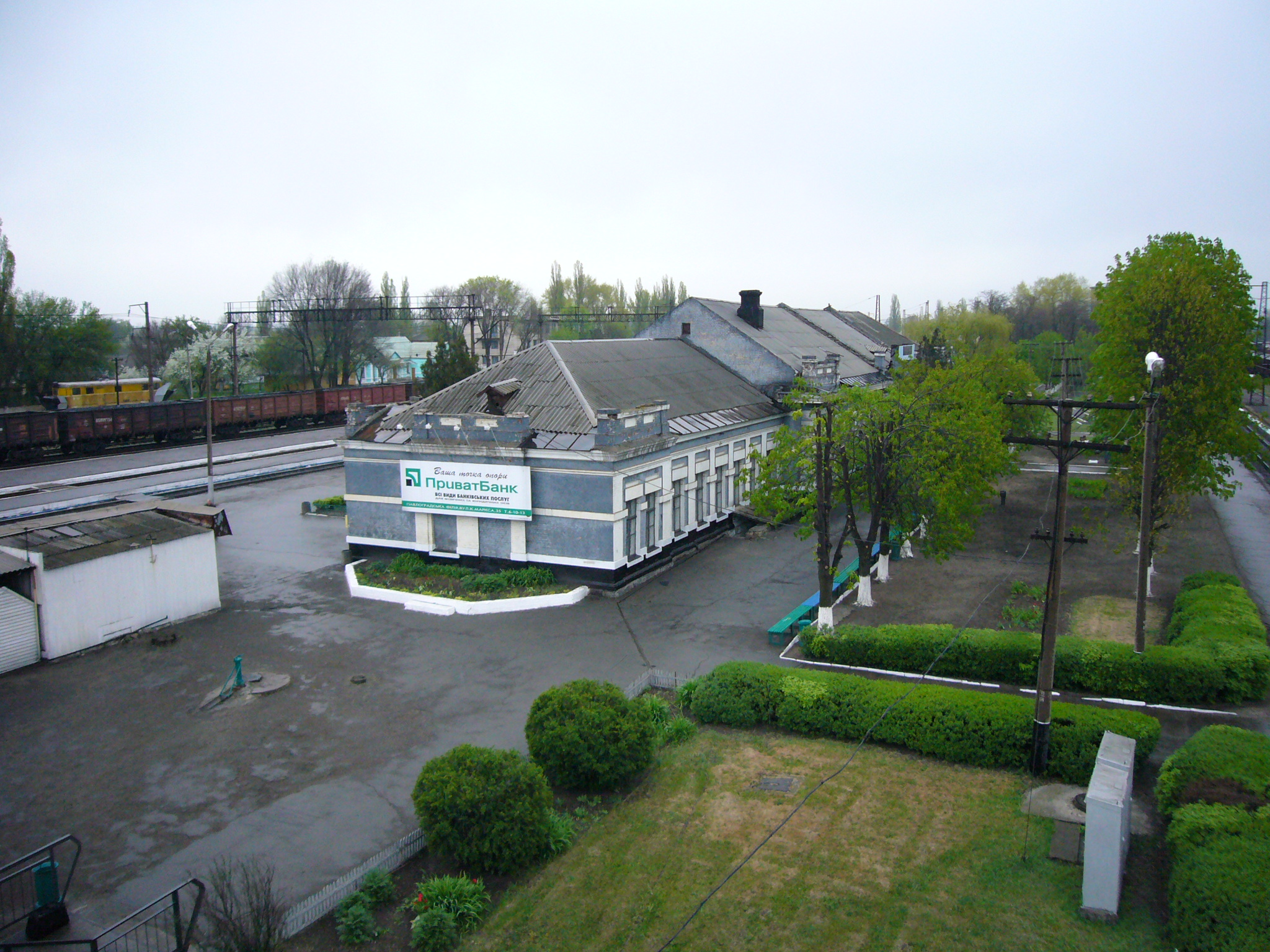
Павлоград I
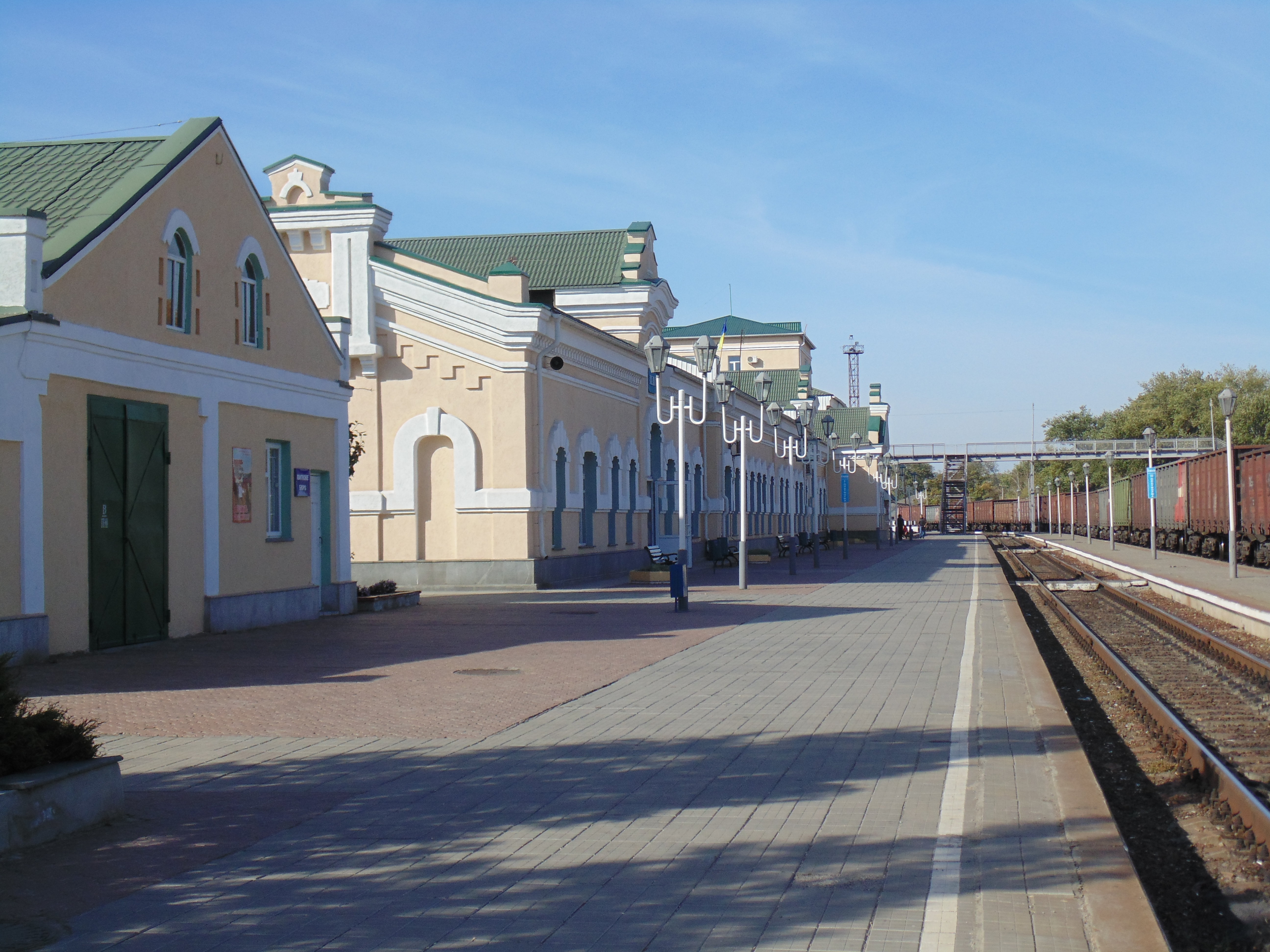
Пологи
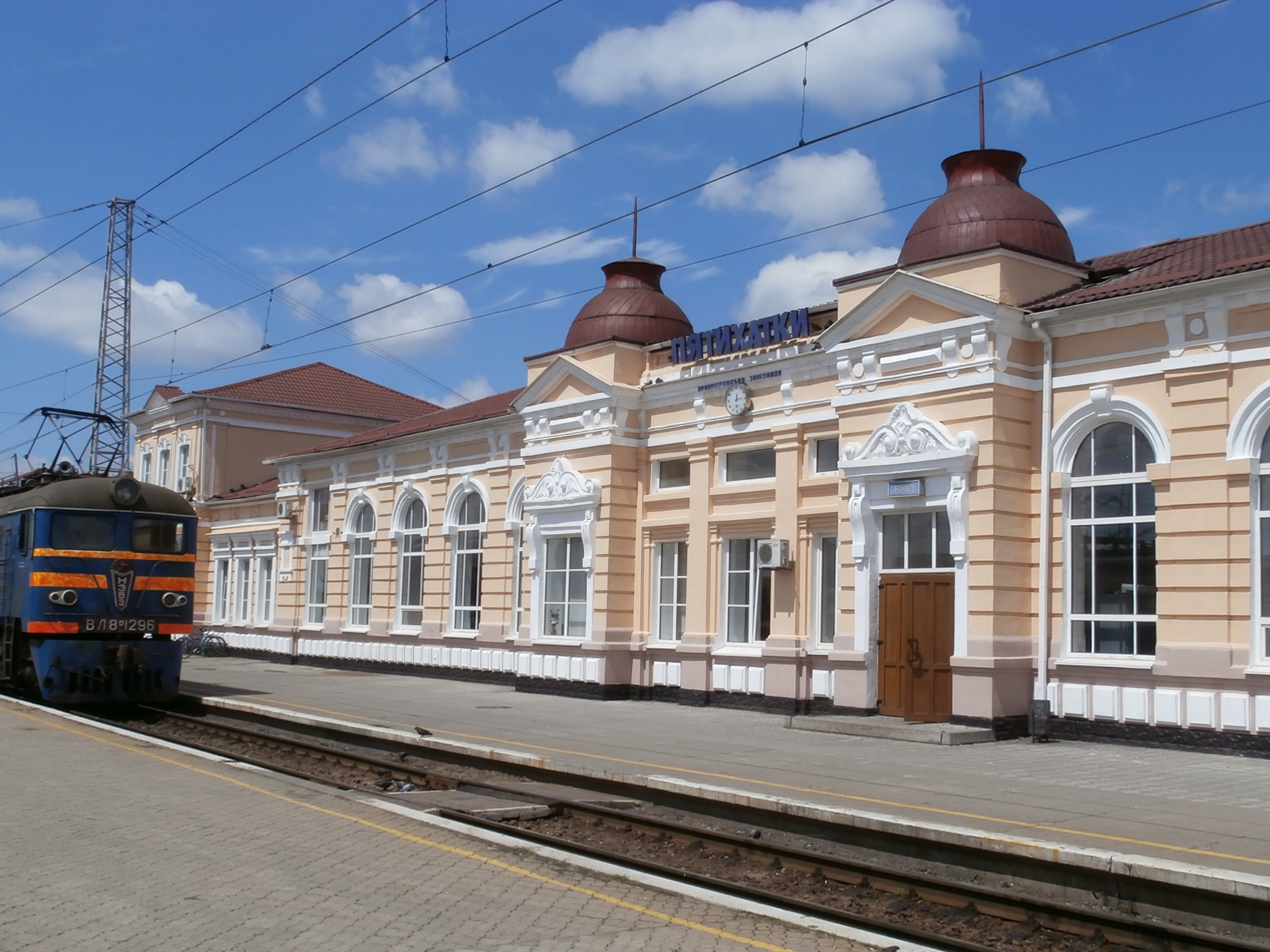
П'ятихатки
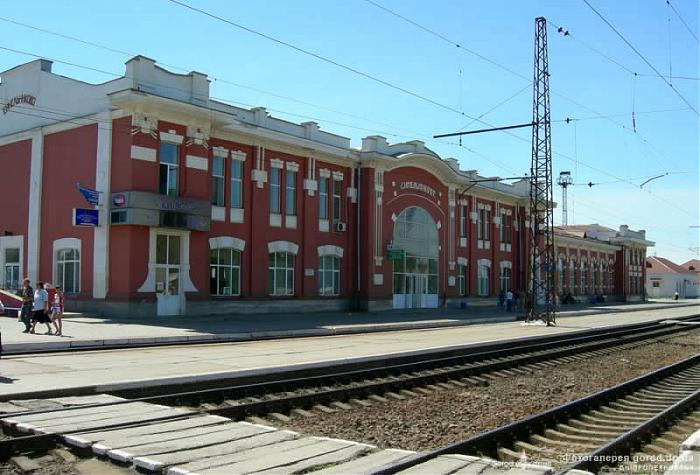
Синельникове I
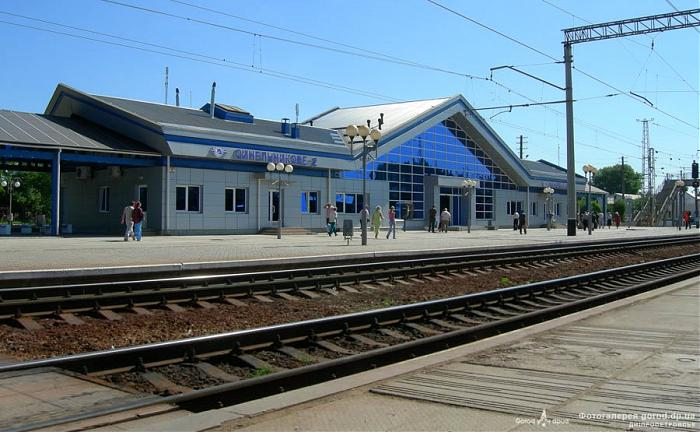
Синельникове II
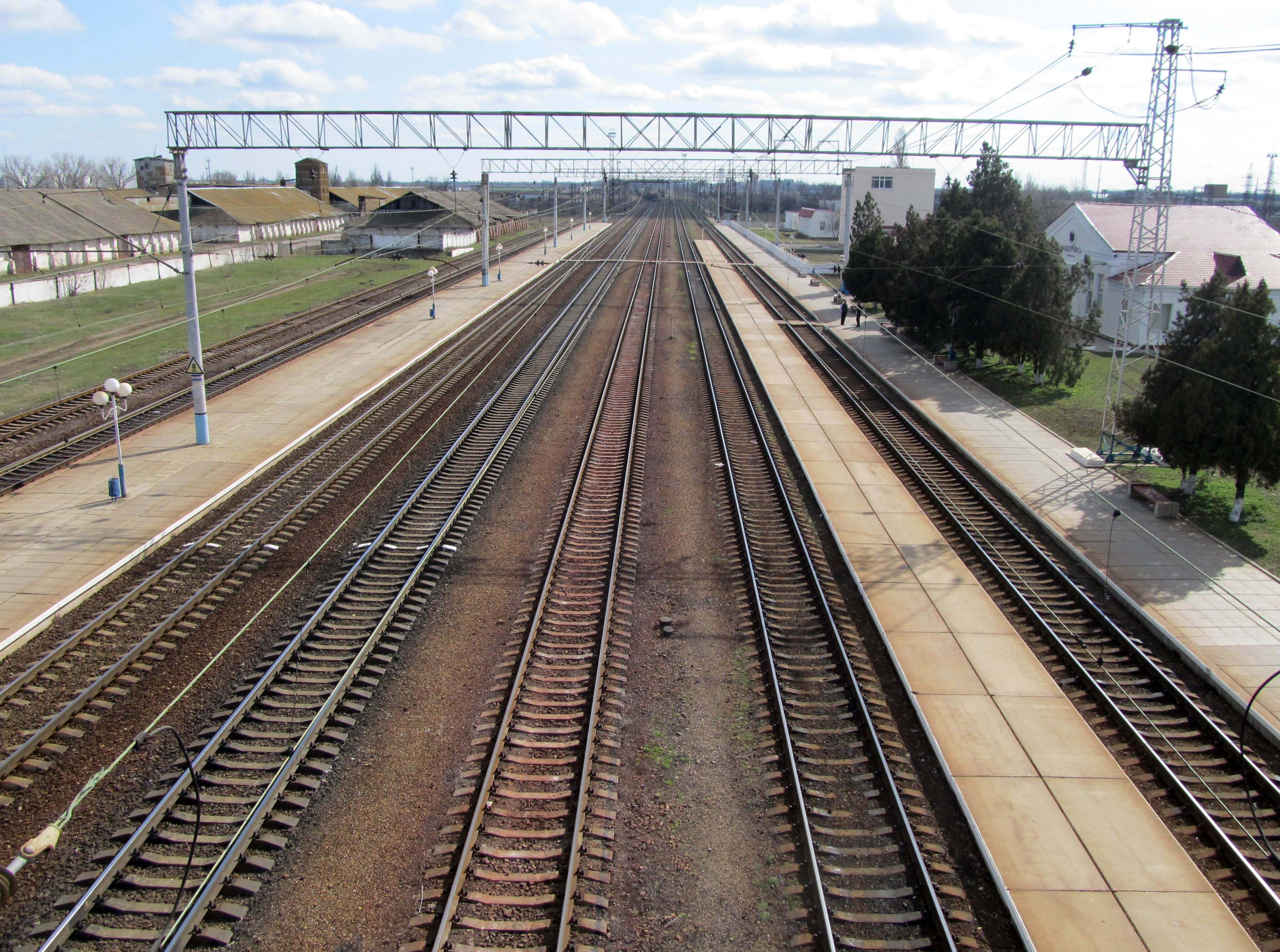
Федорівка
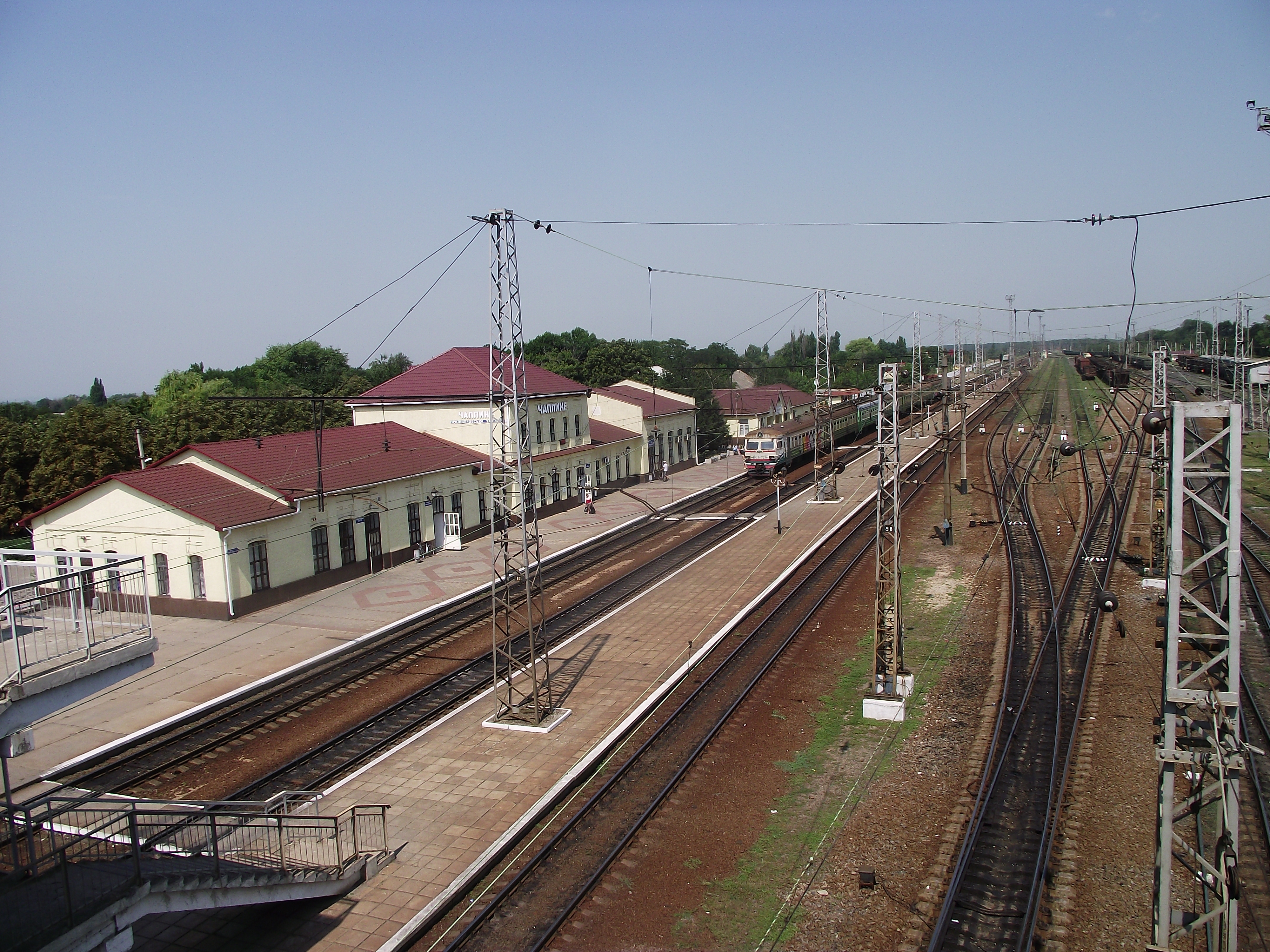
Чаплине

## Рухомий склад
- Електровози ВЛ8, ВЛ11М, ДЕ1, ЧС2 та ЧС7[39]
- Тепловози 2ТЕ116, ТГК2, ТГМ23В, ТУ2, ТУ7А та ЧМЕ3[40]
- Електропоїзди ЕР1, ЕР2, ЕР2Т та ЕПЛ2Т[41]
- Вантажні вагони[42]

## Фірмові поїзди
Вагонні депо Придніпровської залізниці обслуговують три фірмових поїзда:
- у напрямку Києва — «Дніпро», «Запоріжжя» та «Криворіжжя»
- у напрямку Одеси — «Скіфія». До 25 жовтня 2020 року курсував поїзд «Таврія», який був скасований).

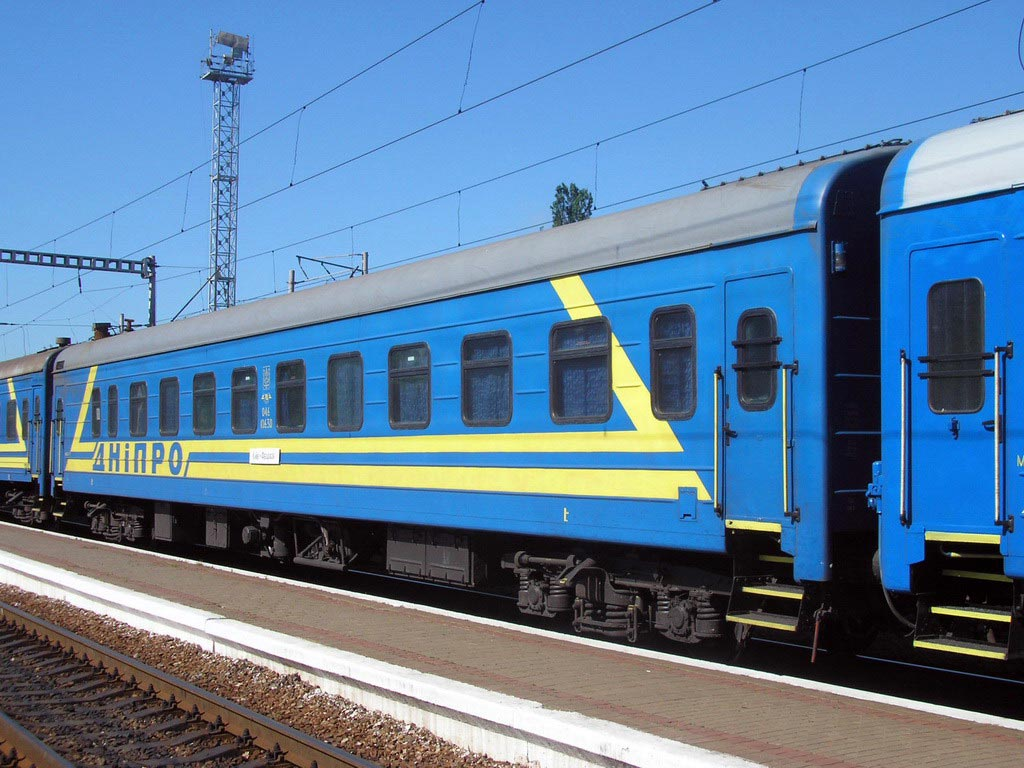
«Дніпро»
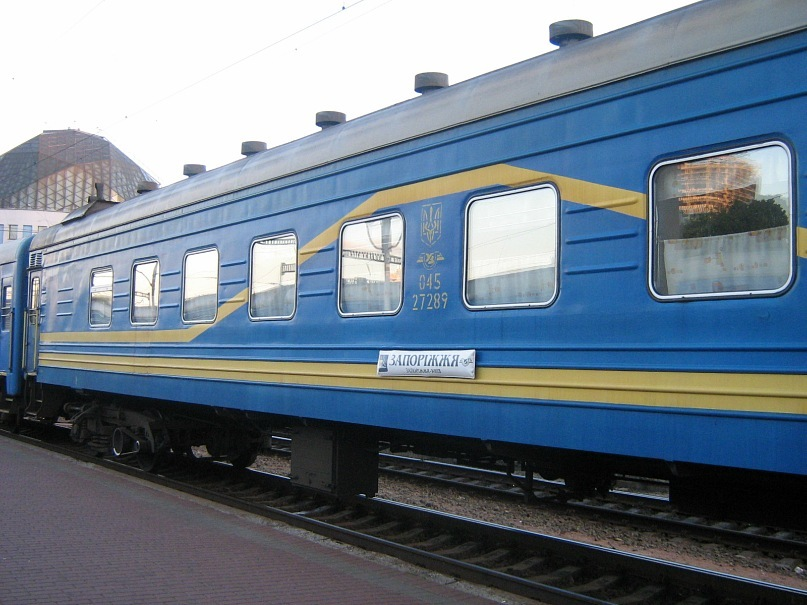
«Запоріжжя»
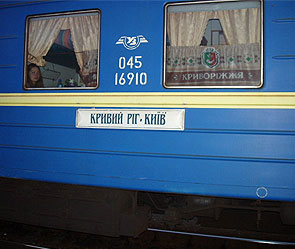
«Криворіжжя»
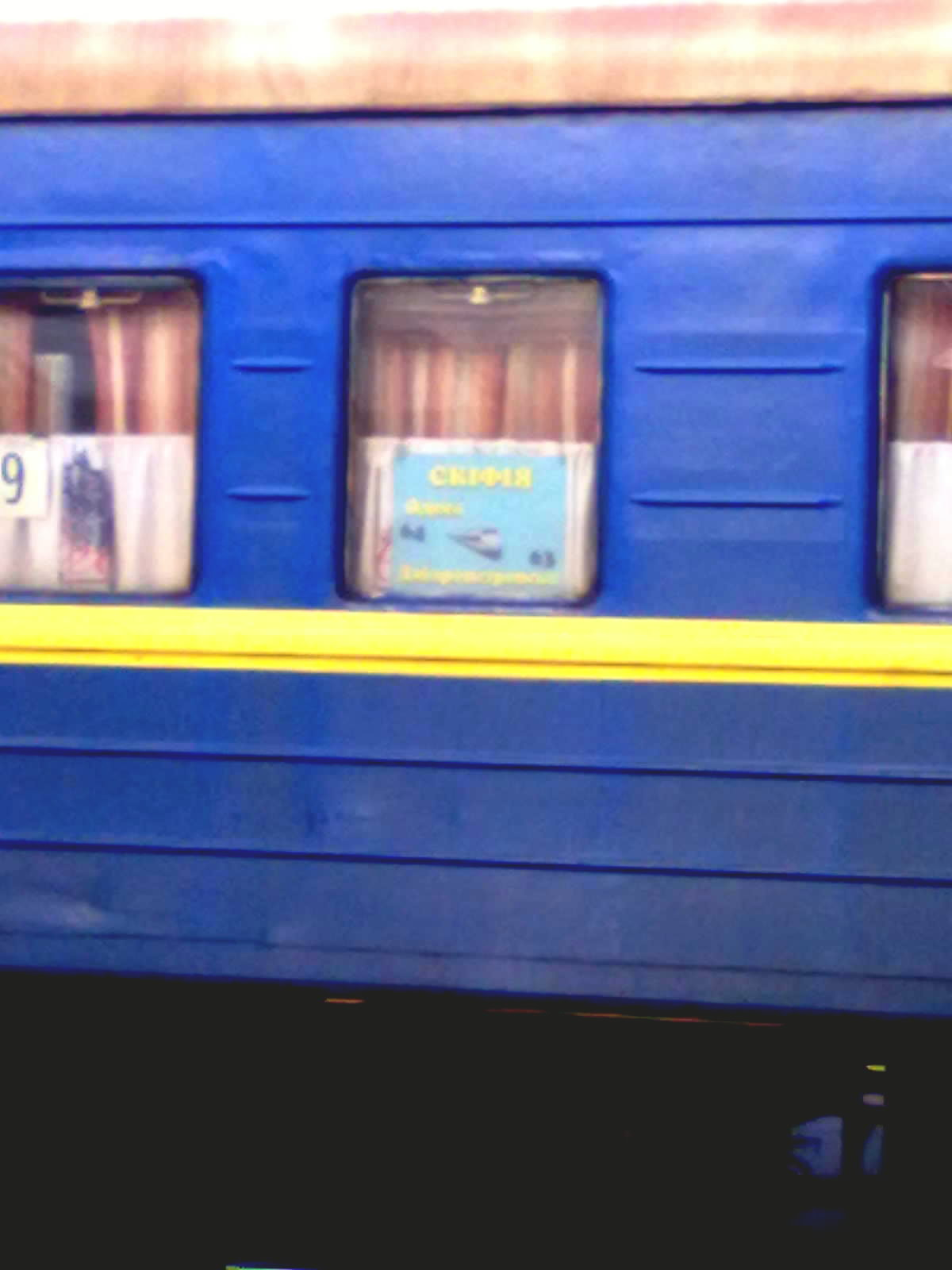
«Скіфія»

### Фотогалереї та бази даних рухомого складу
- Придніпровська залізниця на сайті trainpix.org
- Придніпровська залізниця на сайті trainphoto.org.ua

### Фотогалерея станцій та зупинних пунктів
- Придніпровська залізниця на сайті railwayz.info (рос.)

## Схема
- Схема Придніпровської залізниці на офіційному сайті